# Savoca
Savoca (IPA: [ˈsavoka], Sàvuca in siciliano) è un comune italiano di 1 742 abitanti della città metropolitana di Messina in Sicilia.
Sorge su un colle bivertice roccioso prospiciente il litorale ionico e conserva vestigia di origine medievale, rinascimentale e barocca.

## Geografia fisica

### Territorio
Il comune di Savoca ha un'estensione di circa 8 km². L'abitato è costituito da un centro storico e da tante frazioni più o meno piccole immerse nella campagna. La vegetazione presente è quella tipicamente mediterranea: nelle zone pianeggianti ci sono dei rigogliosi agrumeti, mentre nelle zone collinari sono presenti vasti vigneti ed uliveti.
Il capoluogo comunale si trova a 303 metri s.l.m., conta circa cento abitanti ed è costituito da un borgo medioevale ormai scarsamente popolato. La maggior parte della popolazione abita le frazioni di Rina (498 abitanti), San Francesco di Paola (407 abitanti) e Contura, che si trovano nei pressi della Fiumara d'Agrò nell'omonima valle. Le altre frazioni sono: Scorsonello, Cucco, Màllina, Ròmissa, Mancusa, Mortilla, Botte, Rogani e Cantidàti Superiore; ormai del tutto spopolate ed abbandonate sono le frazioni di Barone, Cannùli, Malèrba e Rapone.

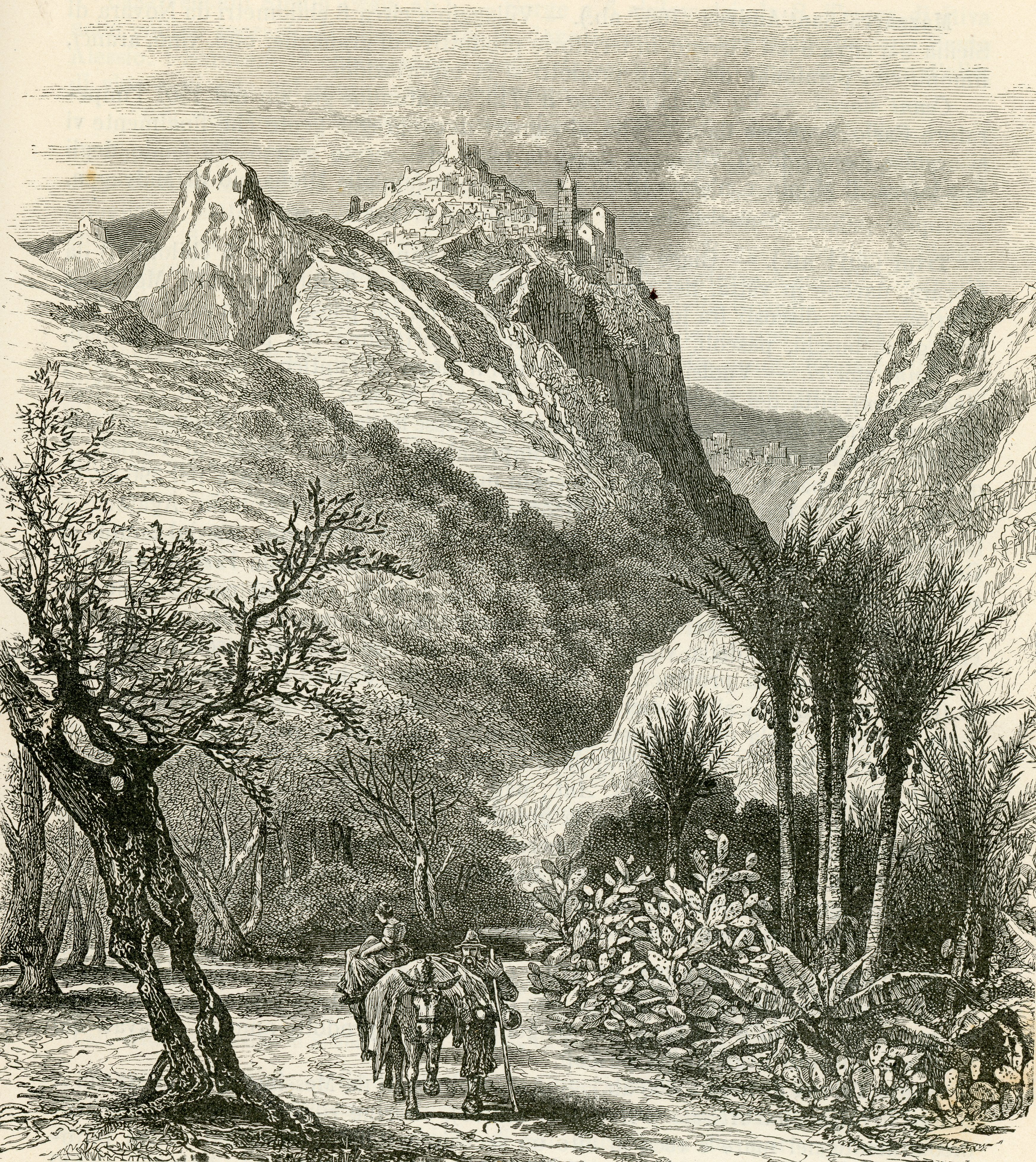
Veduta di Savoca, Josiah Wood Whymper (incisore, 1813-1903) (da un disegno di Harry Fenn) 1878. L'incisione indica erroneamente il toponimo di Limina ma si tratta di un evidente refuso

## Storia
La storia della cittadina di Savoca affonda le sue radici all'epoca della Sicilia romana, quando, secondo alcuni storici, fu fondato il primo nucleo dell'attuale centro storico. Il sito venne frequentato in epoca bizantina e successivamente venne valorizzato durante l'Emirato di Sicilia, a partire dal IX secolo.
Fu però nel XII secolo, con l'istituzione del Regno di Sicilia, che la cittadina collinare assurse a centro principale della Valle d'Agrò e della riviera ionica siciliana compresa tra Messina e il Fiume Alcantara (insieme a Taormina), acquistando il prestigio che le consentì di raggiungere tra il XV e il XVIII secolo un notevole sviluppo politico, religioso, economico e culturale.
Nel XIX secolo iniziò la decadenza; lo spopolamento, dovuto alla migrazione degli abitanti verso i centri rivieraschi o fuori dalla Sicilia, mise in serio pericolo la sopravvivenza di Savoca, che ad opera del regime fascista perse la sua autonomia comunale nel 1929 con l'aggregazione a Santa Teresa di Riva, riconquistandola solo nel 1948. Solo negli ultimi 45 anni, questa decadenza sembra essersi arrestata, grazie al turismo. 
Ad oggi, Savoca è una città d'arte, inserita nel circuito dei Borghi più belli d'Italia.

### Simboli
Lo stemma e il gonfalone sono stati concessi con decreto del presidente della Repubblica dell'11 settembre 2001.
Il gonfalone è un drappo di giallo.

## Monumenti e luoghi d'interesse

### Architetture religiose

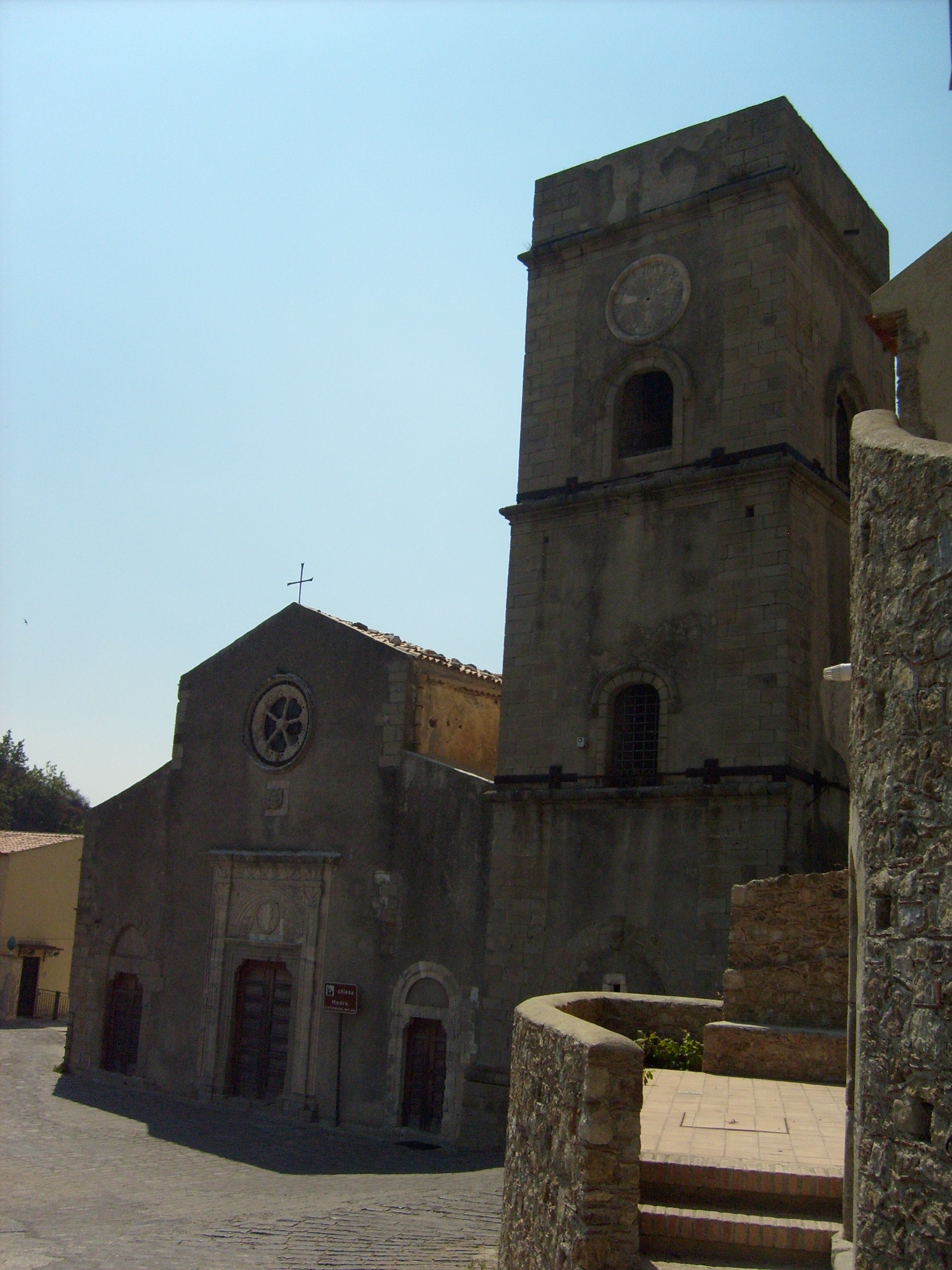
Chiesa matrice (XII secolo)

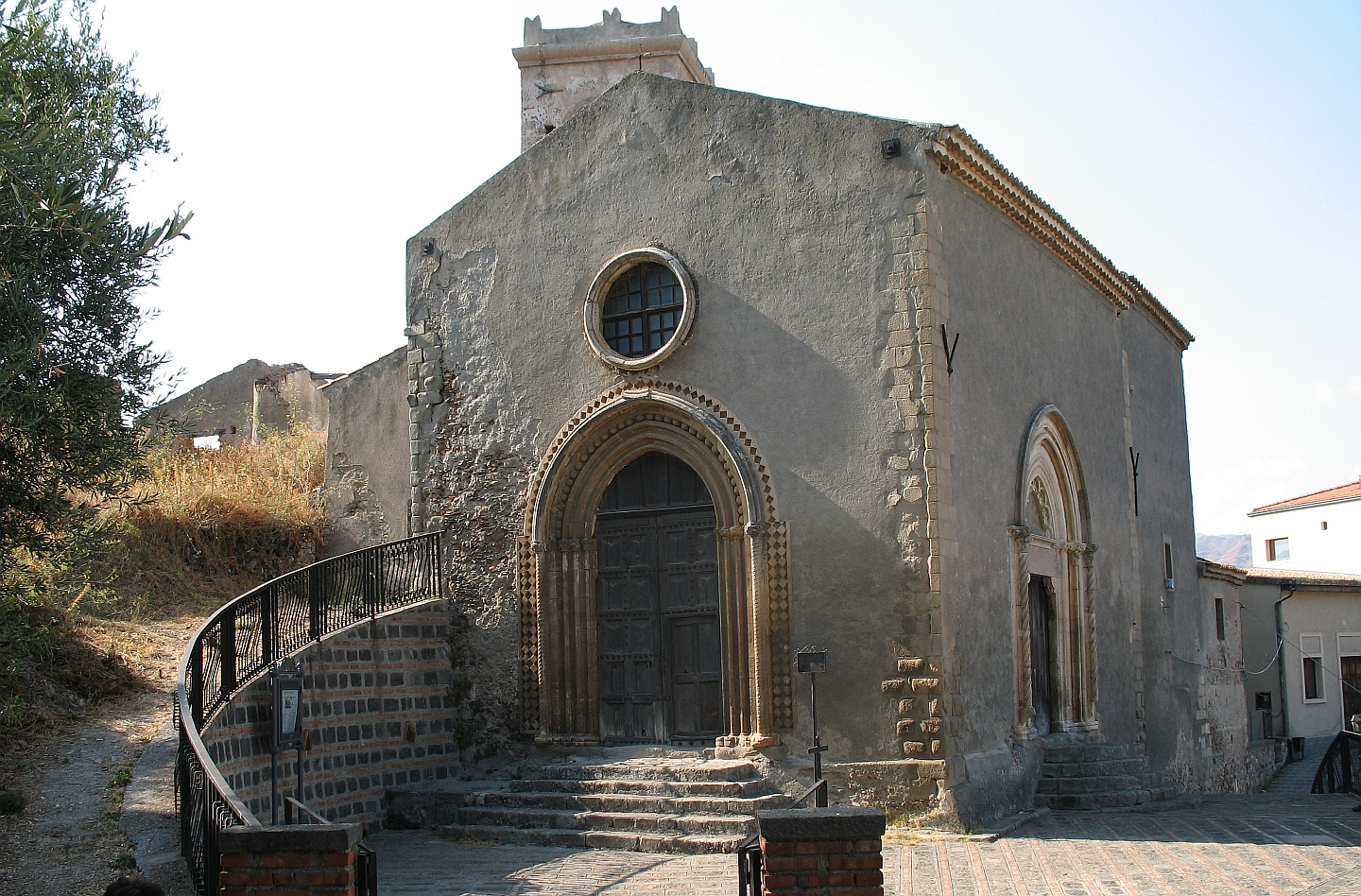
Chiesa di San Michele (secolo XIII)

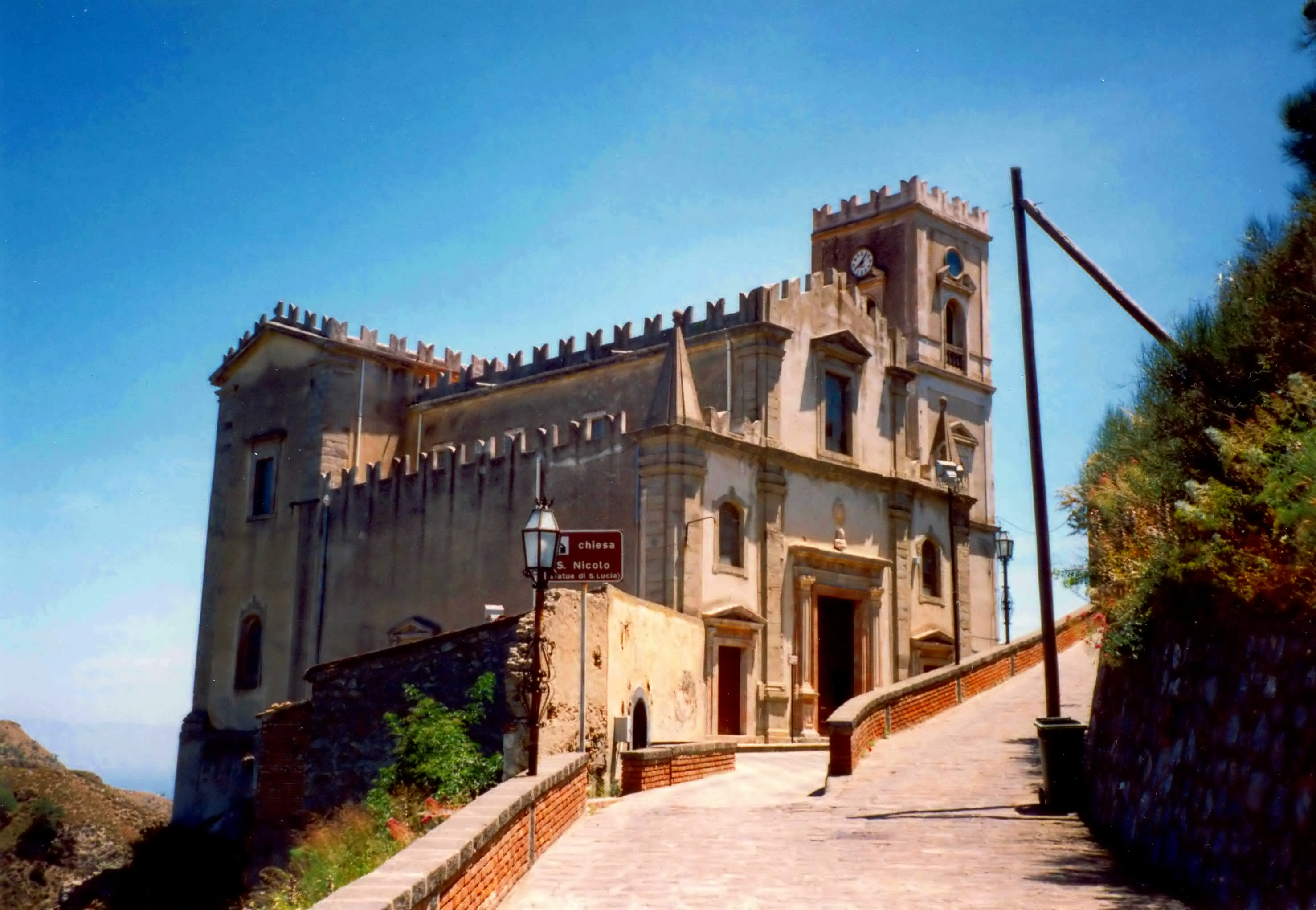
Chiesa di San Nicolò (secolo XIII), contenente la statua argentea di Santa Lucia

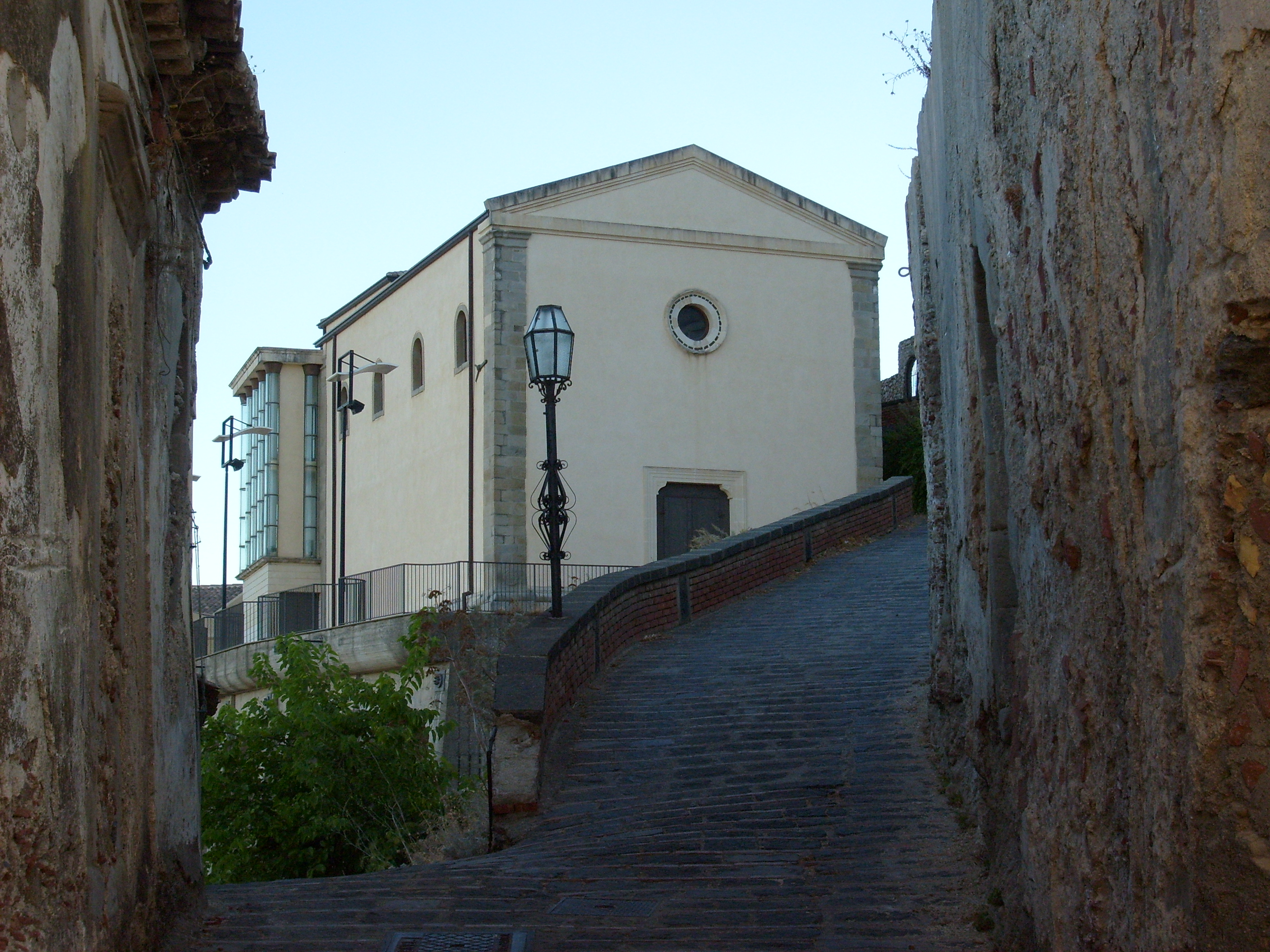
Chiesa dell'Immacolata del 1621, oggi Centro Filarmonico

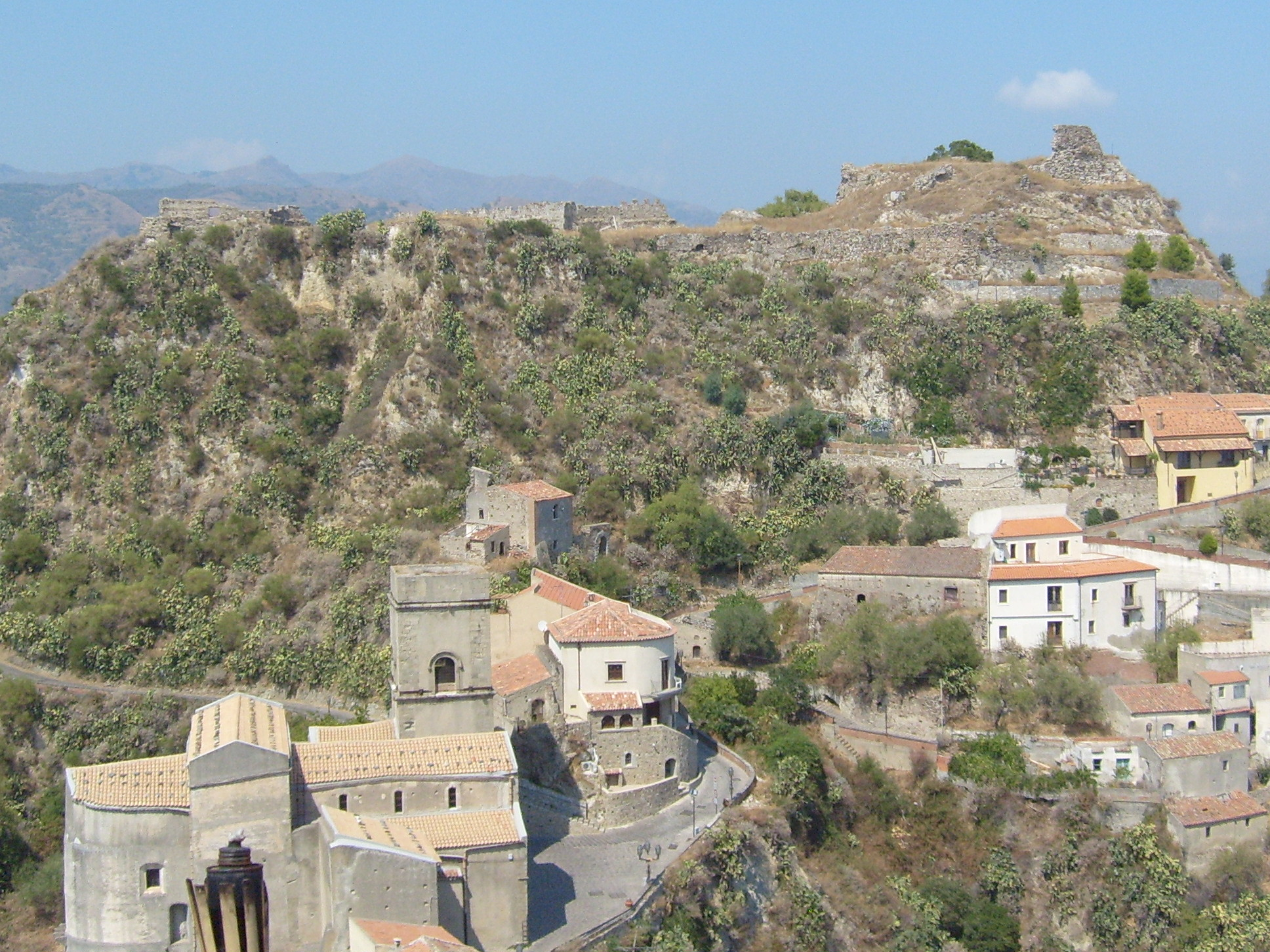
Rovine del Castello di Pentefur che dominano l'abitato di Savoca

Nel centro storico di Savoca sorgevano anticamente 17 chiese, molte delle quali sono ancora esistenti.
- Chiesa di Santa Maria in Cielo Assunta, è la chiesa matrice di Savoca ed è un monumento nazionale italiano dal 1910. Edificata nel 1130[8] su una preesistente struttura, presenta una facciata a doppio spiovente con un portale centrale, di impostazione rinascimentale, spinto verso l'alto da paraste laterali che guidano lo sguardo verso il rosone in pietra lavica a cinque bracci. L'antico edificio sacro è affiancato da un campanile cinquecentesco su cui ha funzionato, fino alla fine del XIX secolo, un grande e raro orologio — unico presente in Sicilia e, più in generale, nel Mezzogiorno italiano — la cui unica lancetta ruotava in senso antiorario, seguendo il sistema dell'ora italica[9]. Nella cripta sotterranea della chiesa è visitabile il putridarium ove, nei secoli passati, si procedeva alla mummificazione delle salme dei notabili del paese che trovavano definitiva collocazione nella cripta del locale convento dei Cappuccini. Fu sede periferica dell'archimandrita di Messina di cui all'interno si conserva la cattedra lignea.[10]
- Chiesa di San Michele, costruita attorno al 1250, per volere degli Archimandriti, era la chiesa del castello di Pentefur. Venne ampliata e ristrutturata nei primi decenni del XV secolo e a questo periodo risalgono i due portali esterni nel tipico stile siciliano del gotico chiaramontano. Nel 1701, venne di nuovo restaurata, abbellita e affrescata, seguendo lo stile del barocco siciliano.[11]
- Chiesa di San Nicolò, edificata nel XIII secolo, fino a tutto il XVII secolo era riccamente adornata con affreschi in stile bizantino. L'edificio odierno presenta un'architettura settecentesca frutto di un rimaneggiamento successivo. Conserva una statua lignea di Santa Lucia eseguita dallo scultore Reginaldo D'Agostino. Nel 1970, all'esterno di questo edificio sacro vennero girate alcune celebri scene del film Il Padrino di Francis Ford Coppola.[12]
- Chiesa del Calvario, edificata nel XVIII secolo sul luogo dove già prima dell'anno 1000 esisteva un eremo ove dimoravano alcuni monaci basiliani provenienti dall'abbazia della chiesa dei Santi Pietro e Paolo d'Agrò. È dedicata alla Beata Vergine dei Sette Dolori e della Santa Croce. Vi hanno luogo, ogni anno, le rappresentazioni della Settimana Santa.[13]
- Chiesa dell'Immacolata (oggi centro filarmonico) ubicata in via San Nicolò, tra il quartiere San Rocco e la chiesa madre, venne edificata nel 1621 ad opera dei frati minori conventuali, che avevano un convento nelle immediate vicinanze (nel sito ove sorge l'ex plesso delle scuole elementari trasformato poi in albergo). Un primo convento era stato edificato verso il 1225 (per volere dello stesso sant'Antonio di Padova) in Contrada Misericordia, una zona boscosa fuori dall'abitato. Successivamente, nel 1617, i frati si spostano nel sito in questione, proprio nel cuore del centro urbano, ove avevano acquistato una casa con annesso terreno, da don Giuseppe Trimarchi; viene edificato un nuovo convento e una nuova chiesa, in stile barocco siciliano. La chiesa, era in realtà dedicata a sant'Antonio da Padova, ma il popolo, fin dalle origini, la nominava la chiesa dell'Immacolata. Fino al 1940 era aperta al culto, poi andò in rovina; alcune opere di pregio, come una tela dell'Immacolata Concezione (o Madonna del Parto), opera di Gaspare Camarda del 1623, vennero collocate nella vicina chiesa di San Nicolò, ove tuttora si ammirano. Nel 1998 è stata pregevolmente restaurata e adibita a Centro Filarmonico comunale, durante i lavori di restauro emersero, da sotto il pavimento, le sepolture dei frati del convento. Questa chiesa ospitava pure delle fosse comuni per l'inumazione degli abitanti del quartiere appartenenti al ceto popolare e le tombe delle facoltose famiglie locali dei Trimarchi, dei Nicòtina e dei Cacòpardo, risalenti ai primi anni del XVIII secolo, abbellite da pregevoli stemmi marmorei conservati al museo comunale. Oggi, il Centro Filarmonico comunale presenta al suo interno una caratteristica struttura in legno a forma di barca (alta circa quattro metri) che ospita cinquanta posti a sedere; nel presbiterio è collocata una scala dalla quale si accede al primo piano, anch'esso molto ampio tanto da offrire altri sessanta posti.[14]
- Chiesa di San Rocco, edificata nel 1593, ne rimangono solo le mura perimetrali e il portale in pietra, si trova nell'omonimo quartiere, un tempo densamente popolato, soprattutto dai pescatori, è ad unica navata. Nonostante le piccole dimensioni, questo sacro edificio, anticamente, era riccamente adornato con opere di pregio, poi scomparse. Inoltre, tra il XVII ed il XIX secolo, il 16 agosto di ogni anno, questa chiesa e tutto il quartiere circostante erano al centro di sontuosi festeggiamenti religiosi in onore a san Rocco. In quegli anni la festa di san Rocco era la più sontuosa delle feste savocesi dopo quella della patrona Santa Lucia.[15]
- Chiesa di San Giovanni. L'esistenza della chiesa si riscontra in antichi documenti risalenti ai primi anni del secolo XVII, tuttavia si ritiene che l'impianto originario sia molto più antico, secondo forma e prospettiva diverse da quelle attuali. Ad unica navata, era contigua e al servizio dell'antico Ospedale di Savoca, attivo fino al XIX secolo. Era di proprietà dell'Archimandrita e dipendeva dalla chiesa matrice di Savoca. Nei secoli passati, anche questa chiesa ed il quartiere circostante erano al centro di solenni festeggiamenti tradizionali che si svolgevano il 23 e 24 giugno in onore, appunto, di san Giovanni Battista. Agli inizi del XX secolo era già chiusa al culto e in rovina, rimanendo priva del tetto e in totale abbandono per decenni. Nel 2015 si è provveduto ad eseguire un intervento conservativo dell'edificio ripristinandone il tetto e, dopo la conclusione dei lavori di restauro degli interni e degli esterni, la chiesa è stata riaperta al culto il 24 giugno 2025[16]
- Chiesa di San Biagio, cappella privata di antica origine (esisteva già nel 1633) la si trova fuori dal centro abitato, in mezzo a uliveti e vigneti, in contrada Iazzani. Anticamente, questa chiesa e i terreni circostanti appartenevano alla facoltosa famiglia savocese dei Nicòtina e vi avevano il diritto di patronato i sacerdoti appartenenti alle famiglie Nicita e Altadonna. Da ultimo, passò alla famiglia degli Aliberti, è stata restaurata ad opera dei nuovi proprietari ed il giorno di san Biagio, il 3 febbraio di ogni anno, viene aperta al culto. Tra il 2011 e il 2012 è stata profanata da ignoti che hanno trafugato un quadro settecentesco raffigurante Sant'Antonio ed altri arredi sacri. Attualmente appartiene alla cantante lirica Lucia Aliberti.
- Chiesa di Gesù e Maria, situata su un'altura a due passi dalla chiesa di San Michele e dal Museo, nel quartiere San Michele. È di origine cinquecentesca, è ad unica navata. Rappresenta l'unica testimonianza architettonica della Confraternita di Gesù e Maria nella città di Savoca. L'interno presenta uno stile barocco. Secondo antichi documenti risalenti al 1624, per alcuni anni, questa chiesa sostituì la vicinissima chiesa di San Michele, la quale era chiusa perché inagibile, per la celebrazione dei riti religiosi. Fino alla fine del XIX secolo era aperta al culto. Nel 1950, essendo l'edificio ormai in rovina, venne asportato l'altare maggiore, che venne collocato nella chiesa parrocchiale della Sacra Famiglia in Santa Teresa di Riva, ove si ammira. Sotto il pavimento di questo edificio sacro si scorgono le cripte destinate a raccogliere i resti dei savocesi appartenenti al ceto popolare, non essendo leggibili lapidi ed iscrizioni che possano rimandare alla presenza di personaggi blasonati. Di questa chiesa restano solo le mura perimetrali adornate all'interno da preziosi fregi ed il prezioso portale in pietra.[17]
- Chiesa di Santa Lucia, edificata nel XV secolo dai frati Domenicani, era annessa al loro convento (venticinquesima istituzione dell'ordine nel Regno di Sicilia fondata nel 1492[18]) e prospettava su piazza Santa Lucia, l'odierna piazza Municipio. Più volte abbellita venne resa grande e sontuosa. A navata unica, era dotata al suo interno di ben nove altari, cinque sepolture gentilizie e delle nicchie sotterranee per l'esposizione dei cadaveri mummificati. Sorgeva ove oggi si trova il palazzo municipale, crollò nel gennaio 1880 a causa di una poderosa frana. Si salvarono soltanto poche reliquie: la preziosissima statua argentea di Santa Lucia, del 1666; un quadro seicentesco raffigurante la Madonna del Parto; un pregevole mezzo busto marmoreo di Santa Lucia risalente al XV secolo. Queste opere sono conservate presso la chiesa di San Nicolò.
- Chiesa di Sant'Antonio Abate, costruita verso la fine del XV secolo, ne rimangono solo poche rovine sepolte nel sito ove si trova il campo da tennis. Situata nel quartiere di Sant'Antonio, crollò anch'essa a causa della frana del 1880.
- Chiesa di Santa Maria di Loreto e Santa Domenica, antica chiesa di piccole dimensioni, situata nella frazione Cucco. Venne costruita verso il 1480, venendo dedicata alla Madonna di Loreto; nel 1574, vi fu costruito annesso il primo Convento dei Cappuccini trasferito, nel 1603, nell'attuale sito. Apparteneva all'Archimandrita. Nel 1793 fu donata, assieme a degli appezzamenti di terreno rurali ad essa appartenenti, siti nelle frazioni di Mancusa e Fautarì, all'abate Francesco Trimarchi con l'obbligo di mantenervi il culto che venne mantenuto ininterrottamente fino agli anni novanta del XX secolo, oggi è chiusa al culto. Fino ai primi anni del Seicento vi era custodito il quadro della Madonna dell'Acqua, opera di Antonio di Saliba, poi spostato nella chiesa dei Cappuccini. Lasciata in stato di totale abbandono, nel dicembre 2020, ha subito il crollo del tetto.
- Chiesa di San Francesco di Paola, con molta probabilità risale al XVIII secolo. Dipende dalla chiesa parrocchiale di Santa Rosalia a Rina.
- Chiesa di Santa Rosalia, sorge nella frazione Rina, ha forma ottagonale ed è stata costruita nel 1968 sulle rovine di una preesistente chiesa edificata alcuni secoli addietro dalla facoltosa famiglia savocese dei Fleres. È attualmente chiesa parrocchiale delle frazioni savocesi di Rina, Contura, Mortilla e San Francesco di Paola. Da ottobre 2016, vi esercita le funzioni di parroco don Francesco Broccio.
- Chiesa di San Nicola, è ubicata nella frazione Contura, antica cappella di campagna, risale presumibilmente alla fine del XVII secolo. Dipende dalla chiesa parrocchiale di Santa Rosalia a Rina.

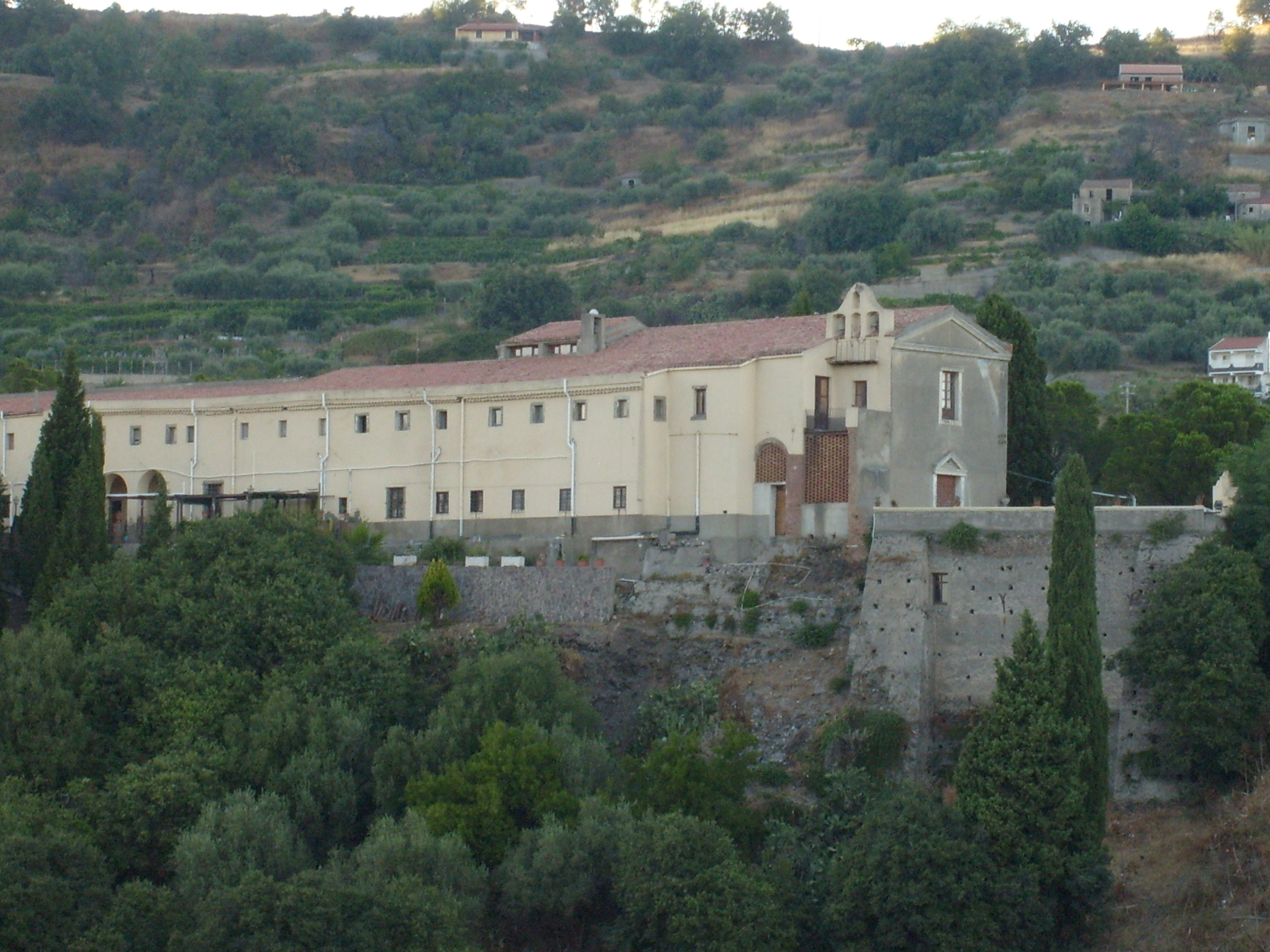
Panoramica della Chiesa e del Convento dei Cappuccini (1603).

- Il convento dei Cappuccini e la cripta (XVII secolo), i frati cappuccini, fondarono nel 1574, il loro primo convento, edificandolo su un terreno donato dal sacerdote don Giovanni Coglituri; era dedicato a sant'Anna. Si trovava a una certa distanza dal centro abitato, in località Cucco-Santa Domenica. Ai primi del Seicento, però, questo sito dovette essere abbandonato, poiché estremamente soggetto a frane, si optò per un luogo più sicuro e più vicino al centro abitato. L'odierno convento venne edificato tra il 1603 ed il 1614. Al pari di quello dei domenicani, tra il XVII ed il XIX secolo, ebbe grande rilevanza culturale nell'ambito della società savocese, costituendo il punto di riferimento per la formazione umanistica, scientifica e giuridica dei pochi privilegiati che in quegli anni avevano la possibilità di studiare. La chiesa annessa al maestoso edificio del convento, è dedicata a san Francesco d'Assisi, al suo interno racchiude varie opere di grande pregio artistico e storico. La cripta dei cappuccini, realizzata agli inizi del Seicento nei sotterranei della chiesa del convento e dell'antistante piazzetta, ha un'ampiezza di 14x4,25 m; e racchiude 17 cadaveri mummificati[19], oggetto di studi di un team di ricerca internazionale ("progetto mummie siciliane")[20].

### Architetture militari
- Castello di Pentefur, ridotto a rudere, sorge sul colle omonimo sovrastante l'abitato. Ospitò la residenza estiva dell'archimandrita di Messina. Il castello faceva sistema con numerose torri litoranee appartenenti al territorio di Santa Teresa di Riva (Torre Catalmo, Torre dei Saraceni, Torre del Baglio, Torre Avarna, Torre Varata, Fortino di Ligoria)[21].

### Altre architetture

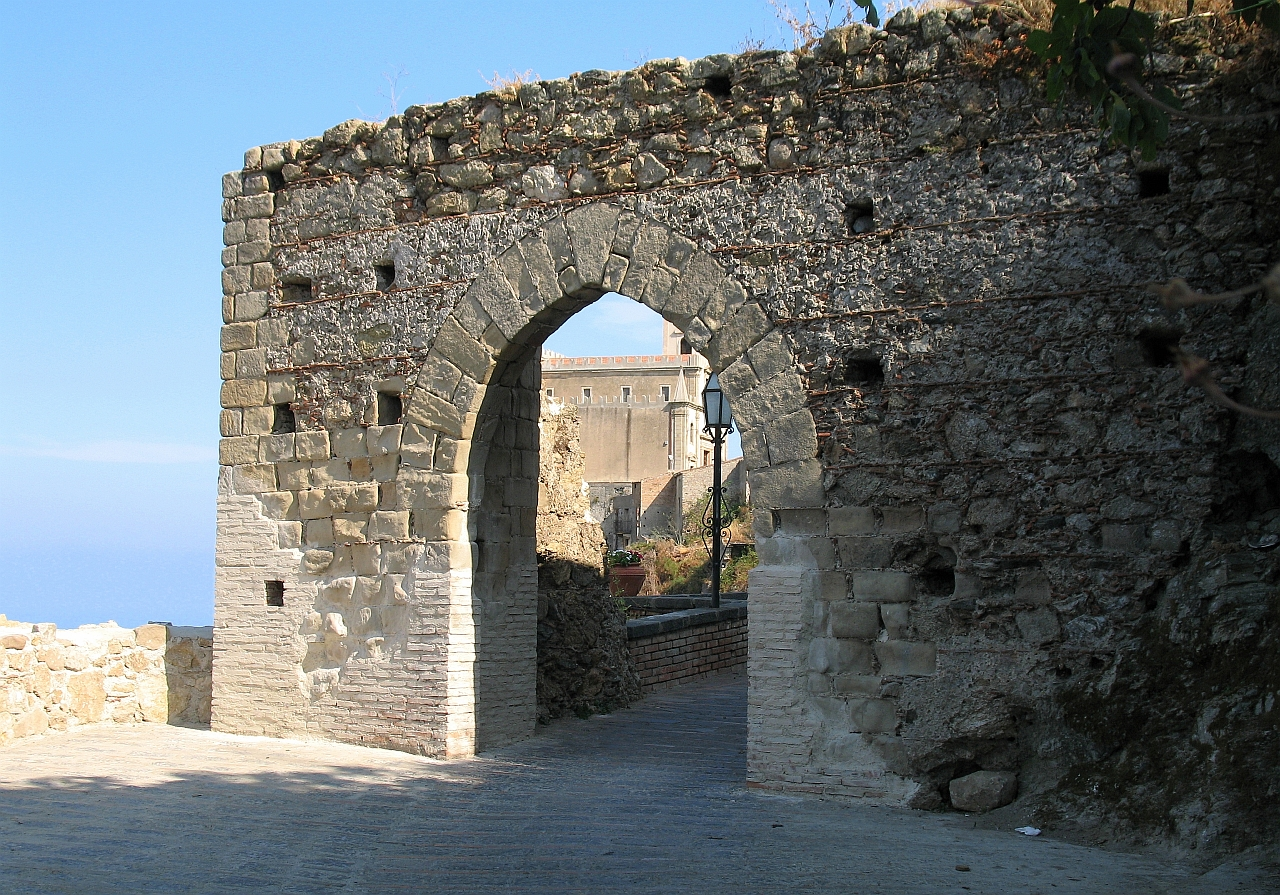
Porta della Città, (XII secolo)

#### La Porta della Città (XII secolo)
Come precedentemente accennato, nel XII secolo, a difesa della città di Savoca, venne eretta un'ampia cinta muraria dotata di due porte d'accesso, una all'estremità sud (quartiere San Giovanni) e l'altra all'estremità nord (quartiere San Michele). Di queste fortificazioni difensive, è ormai visibile soltanto la porta del quartiere San Michele. Si presenta come un arco a sesto acuto in pietra arenaria, risalente al XII secolo. Fino al XIX secolo via San Michele, strada d'accesso alla porta, non era altro che una ripida scalinata scolpita nella roccia viva. Fino al 1918, erano ancora presenti le porte in ferro, che, nel Medioevo, venivano aperte all'alba e chiuse al tramonto. Il manufatto è stato restaurato nel 2009.

#### Casa medievale con finestra bifora (XV secolo)

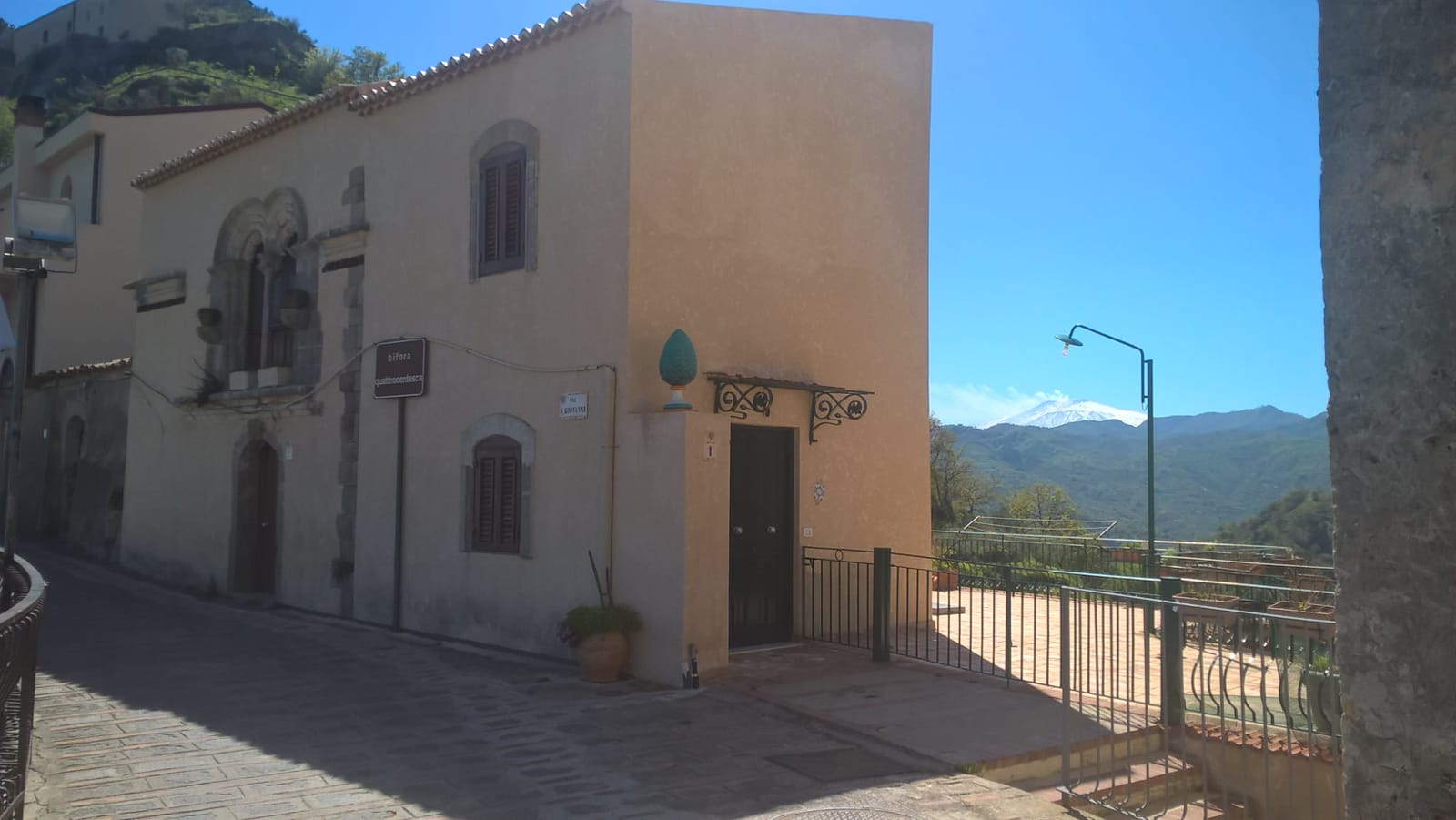
Prospetto della casa medievale con la bifora (XV secolo). Sullo sfondo l'Etna innevato e fumante.

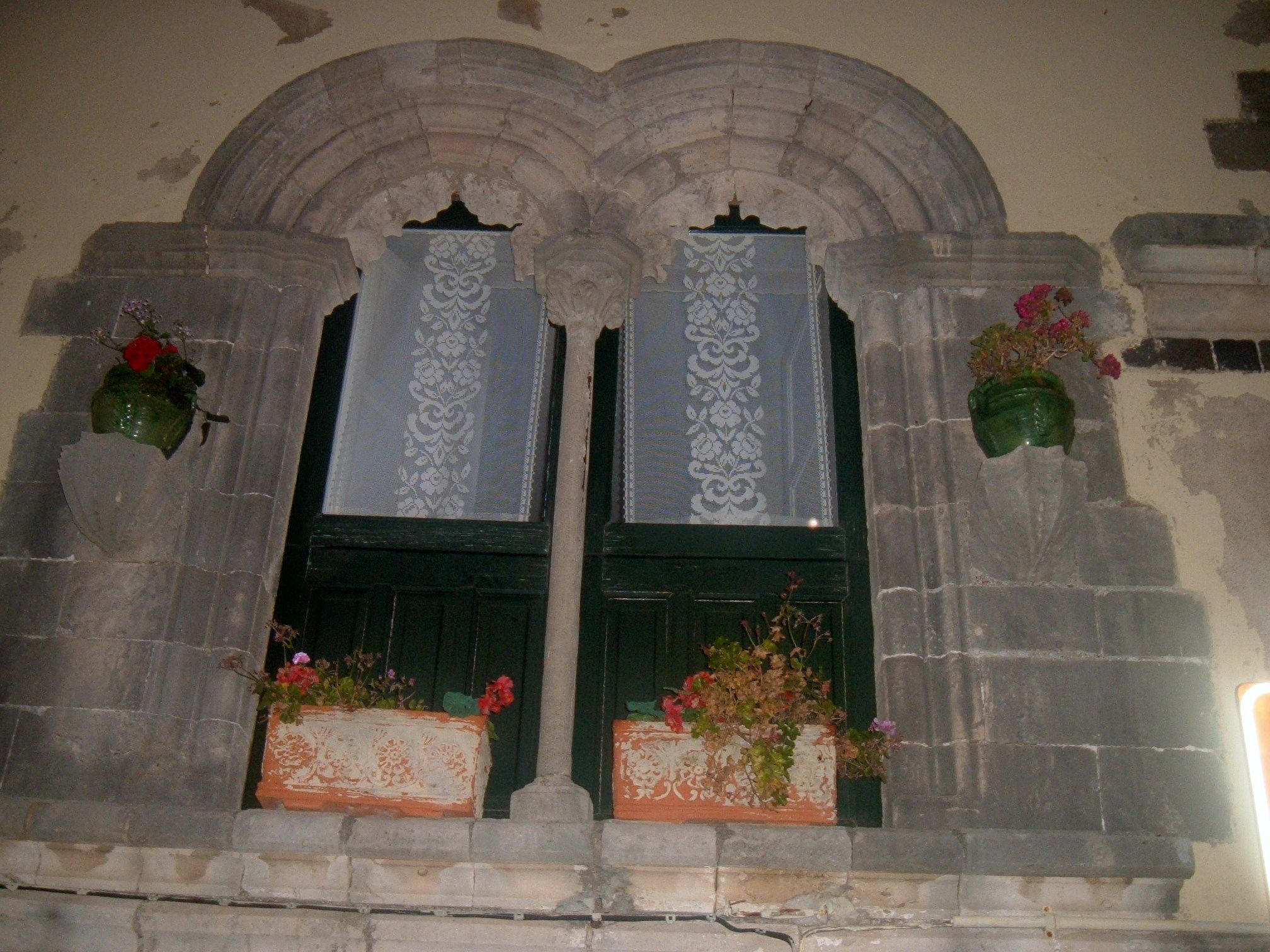
Particolare della bifora (secolo XV)

Antica costruzione tardo medievale realizzata verso la fine del Quattrocento, nel corso di una fase di grande sviluppo edilizio della cittadina di Savoca; viene citata in molti antichi testi per il suo "stile greco". L'edificio venne restaurato verso la fine del Seicento. Mantiene ancora uno stile Gotico siculo, tipico della Sicilia del tardo Quattrocento; il successivo restauro del XVII secolo ha dato, altresì, al manufatto un ulteriore sapore ispanico-fiammingo. Il portale d'ingresso è ornato con gigli borbonici settecenteschi. Appartenne nei secoli scorsi alle facoltose famiglie locali dei Fleres e dei Trischitta, che forse la edificarono. Tra il 1909 ed il 1927, ospitò gli uffici municipali del comune di Savoca. Negli ultimi cento anni è appartenuto alle famiglie Rizzo e Altadonna. Il pregevole monumento venne propagandato nel 1928 dal Touring Club Italiano. L'edificio è sottoposto al vincolo di tutela architettonica, si presenta in buono stato di conservazione ed appartiene alla famiglia Cantatore.

#### Antico palazzo della Curia e antico Carcere (XIV secolo)

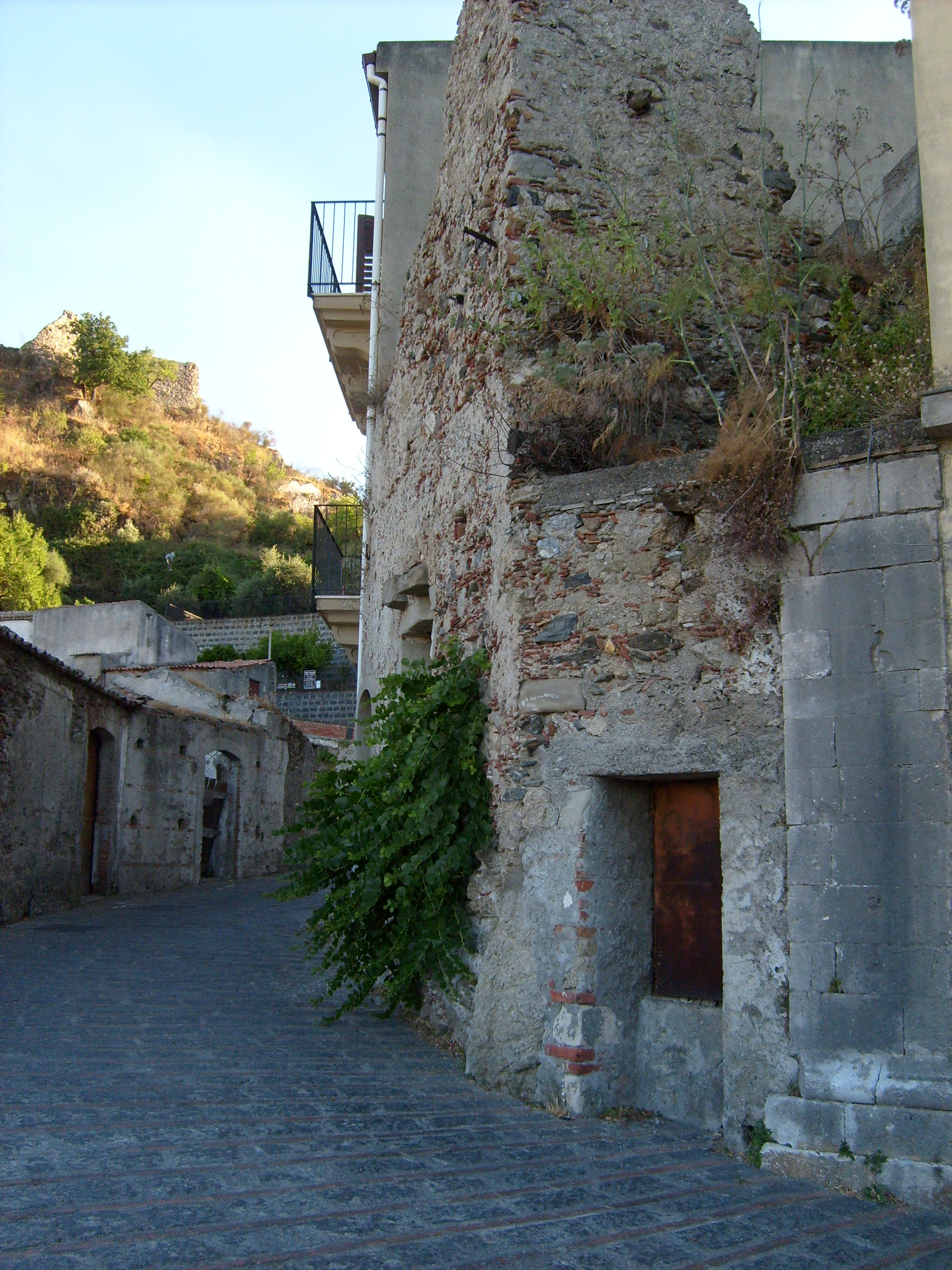
Via San Michele con rovine dell'antico carcere (secolo XIV)

A testimonianza dell'antico Palazzo della Curia, sito in via San Michele, addossato alle mura cittadine proprio accanto alla porta della città; rimane ben poco, solo le pietre angolari. Sul sito in questione si trova l'edificio dell'ex ufficio di collocamento, che ospita una rivendita di vino e prodotti tipici siciliani.
L'antica curia, era un edificio a tre piani, di proprietà dell'Archimandritato del Santissimo Salvatore, avente valenza monumentale, edificato nel XIV secolo. Stando a quanto riferisce lo storico locale Santi Muscolino, questo edificio era caratterizzato dalla presenza, nel prospetto principale, di due archi in pietra arenaria a sesto acuto, di pregevole fattura, riconducibili allo stile gotico-siculo chiaramontano. Fin dalle origini ospitò al suo interno le magistrature civili e giudiziarie della città. Verso la metà del Settecento risulta appartenere al cav. Verdura. Dal 1812 divenne proprietà della Municipalità di Savoca che continuò ad adibirlo a municipio. Dal 1817, oltre al municipio, divenne sede del Regio Giudicato e del carcere del Circondario di Savoca. Il 23 luglio 1820 venne assalito e danneggiato durante un tumulto popolare. Il Terremoto del 1908 lo lesionò irreparabilmente, tanto che dovette essere demolito. Dal 1927 gli uffici municipali sono ospitati nella sede attuale.
L'antico carcere della Terra di Savoca, fino al 1795 era ubicato nel villaggio di Casalvecchio. Quando poi questo paese si emancipò dal dominio savocese, le prigioni vennero spostate nel centro di Savoca, in un'ala dell'antico Palazzo della Curia. Del carcere rimangono miseri avanzi murari e una finestra quadrata, chiusa con una grata in ferro battuto, su cui troneggiava lo stemma dell'Archimandrita, rimosso e custodito al museo locale. È ancora visibile all'interno una cisterna che serviva per l'approvvigionamento idrico di buona parte dell'abitato. Dal 1855, quando Savoca cessò di essere capoluogo del suo circondario, andò in disuso. Crollò parzialmente a causa del Terremoto del 1908 e non fu più ricostruito.

#### Sinagoga

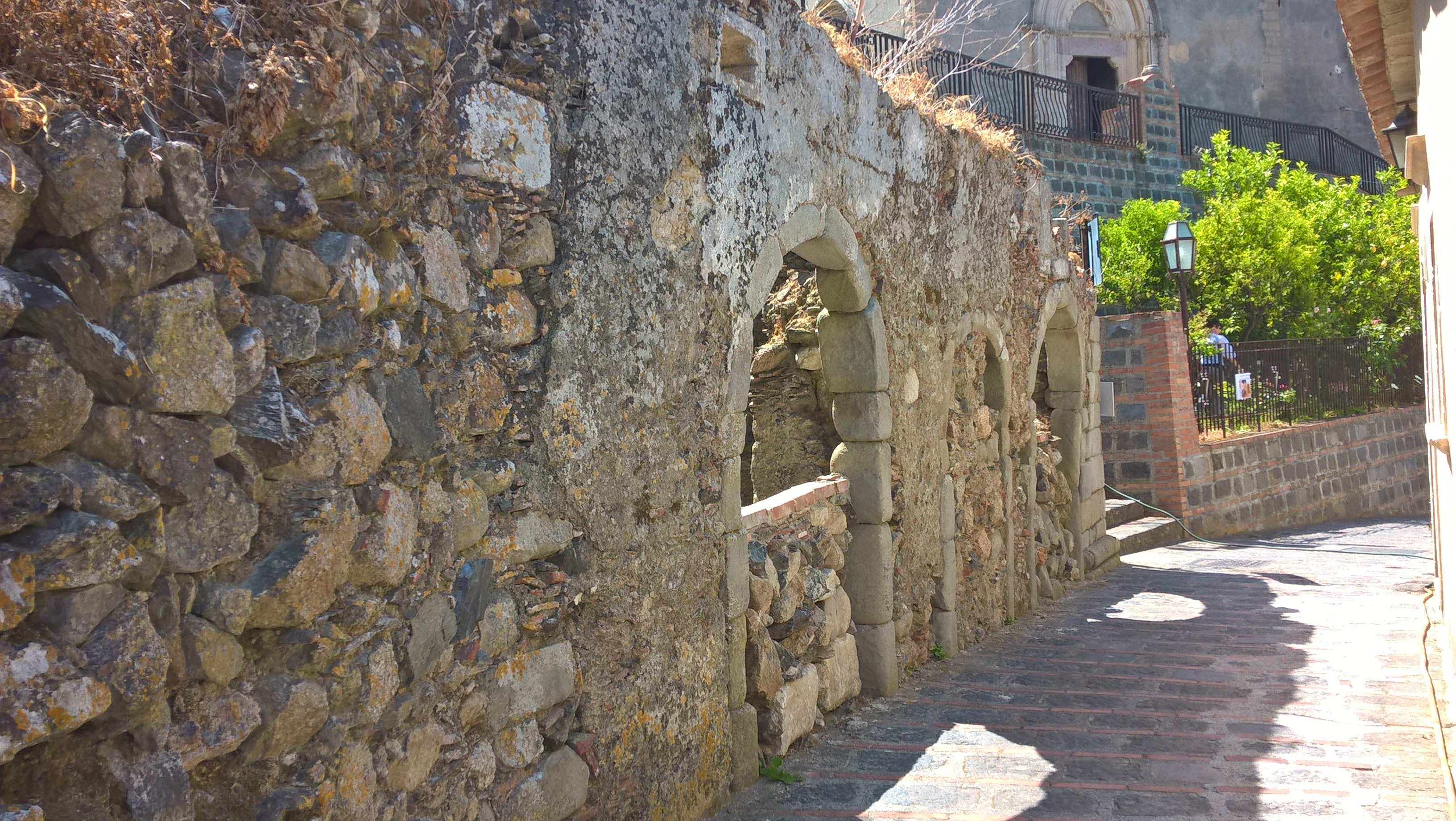
Rovine della Sinagoga di Savoca

Le rovine di quella che, durante il Medioevo, fu la sinagoga dei giudei di Savoca, si trovano a pochi passi dalla Chiesa di San Michele e dal trecentesco Palazzo della Curia (oggi ex Ufficio di Collocamento), proprio alle pendici dell'altura ove sorge il Castello di Pentefur. Non si conosce l'anno di costruzione di questo edificio, si sa solo (grazie ad antichi documenti che lo individuano con assoluta precisione "nel centro e nel migliore luogo" dell'antico abitato) che esisteva già nel 1408. Fruivano di questa sinagoga gli ebrei residenti a Savoca e nei borghi e villaggi vicini. Il vetusto manufatto è in pessime condizioni di conservazione, invaso da sterpaglie e terriccio alluvionale, all'interno esiste una profonda cisterna.
Poiché detto edificio di culto sorgeva in un quartiere abitato da cristiani, perdipiù vicino a chiese ed all'edificio dove si curavano l'amministrazione e la giustizia cittadine, nel 1470, venne confiscato su ordine del Viceré di Sicilia; con lo stesso provvedimento si dispose che la sinagoga venisse edificata in altro luogo.
Pochi anni dopo, nel 1492, gli ebrei sono costretti a lasciare la Sicilia. La loro sinagoga divenne una civile abitazione, per secoli; nel XX secolo viene adibita a stalla, poi, dopo il crollo del tetto, è diventata un rudere a cielo aperto.

#### Palazzi nobiliari
Come appena accennato nel capitolo dedicato alla storia, il centro storico di Savoca pullulava di palazzotti nobiliari dotati di un certo interesse artistico e storico, degni di nota risultano:

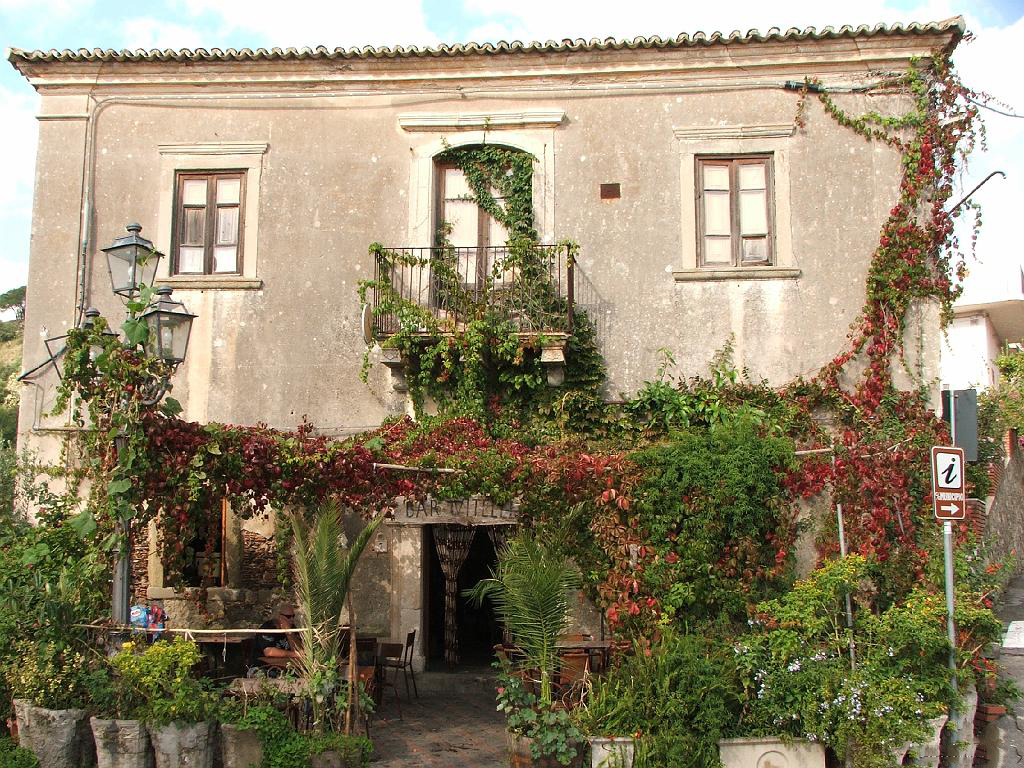
Palazzo Trimarchi e Bar Vitelli, resi celebri dal film "Il Padrino".

- Palazzo Trimarchi - Bar Vitelli (XVIII secolo). Antico palazzotto signorile a due elevazioni fuori terra ed un piano seminterrato adibito a cantina; presenta uno stile neoclassico siciliano ed è situato in Piazza Fossìa, nel quartiere del Borgo, vicino al Municipio. Presenta tre eleganti balconcini con mensole in pietra intagliata e due portali (sempre in pietra) finemente lavorati. Venne edificato nel XV secolo da un ramo della savocese famiglia patrizia dei Trimarchi, come loro residenza, e, sempre da questi, venne restaurato e ingrandito nel 1773. Era uno dei palazzi più importanti e in vista della Savoca antica. Nel luglio 1820, durante i Moti del 1820-1821 venne assalito durante un grave tumulto popolare[26]. Nel corso della seconda metà del XX secolo, non essendo più abitato dai proprietari, il primo piano ha ospitato la scuola media di Savoca e la direzione didattica. Al piano terra di questo antico edificio si trova il piccolo bar in cui nel 1971 vennero girate alcune scene del film Il padrino di Francis Ford Coppola. Il bar è ancora soprannominato "Bar Vitelli". Il primo piano del palazzo ospita una struttura alberghiera. Nel mese di aprile del 2014, Savoca e il Bar Vitelli sono stati scelti come set dello spot pubblicitario della Birra Moretti, per la regia di Rocco Papaleo e con la partecipazione di Orso Maria Guerrini, alcune scene dello spot sono state altresì girate nel vicino borgo di Forza d'Agrò.
- Palazzo Toscano, edificato verso la fine del Seicento, è stato, fino ai primi anni del XX secolo, la dimora principale della famiglia savocese dei Toscano, che ha annoverato tra i propri appartenenti uomini politici e latifondisti. Versa in ottimo stato e conserva il pregevole portale ad arco in pietra arenaria. Ubicato tra via San Michele e via Chiesa Madre, ospita al suo interno un panificio e funge ancora da civile abitazione[27];
- Palazzo Crisafulli,  in Via San Michele, ricostruzione del precedente.

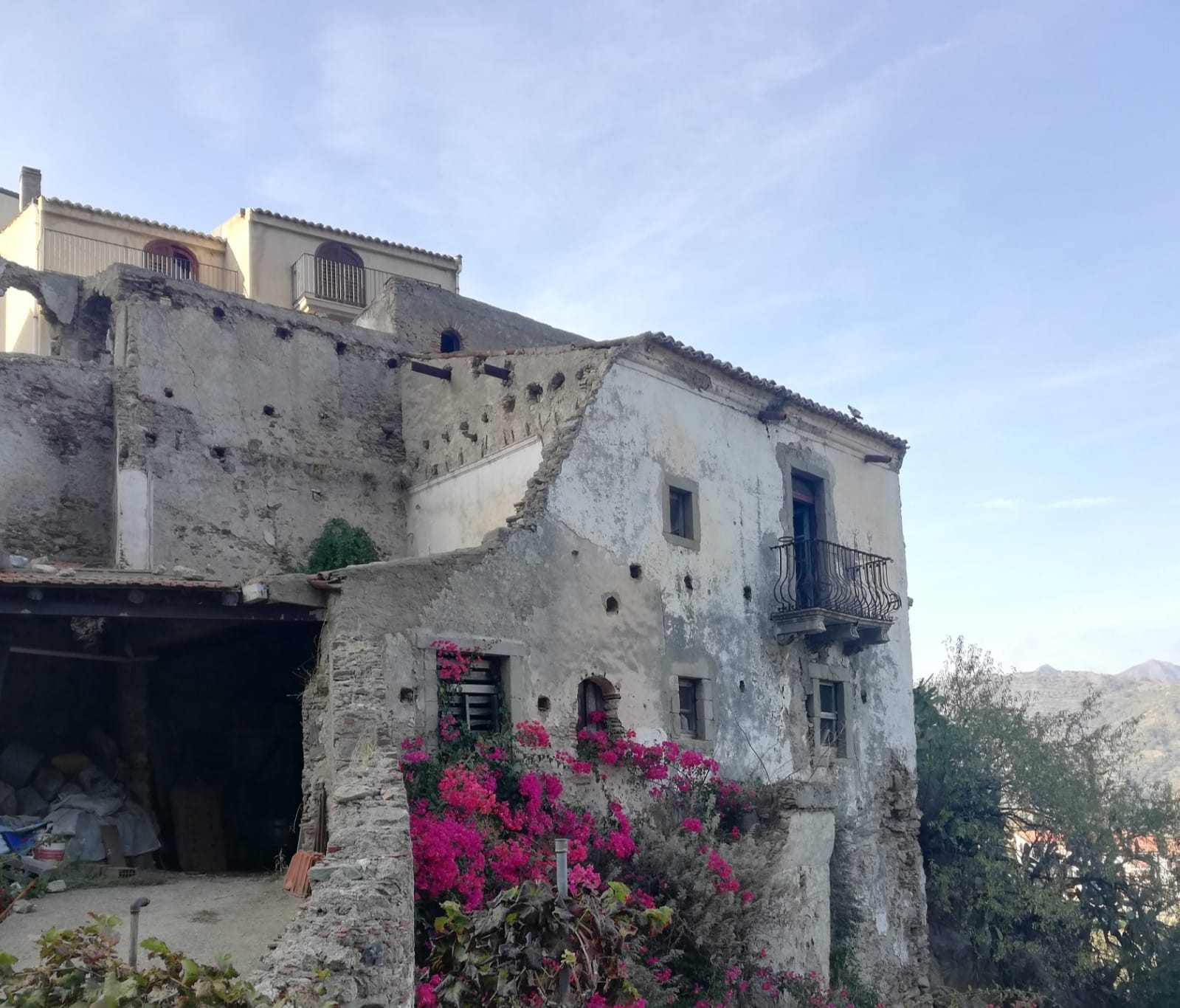
Quel che resta del seicentesco Palazzo Scarcella

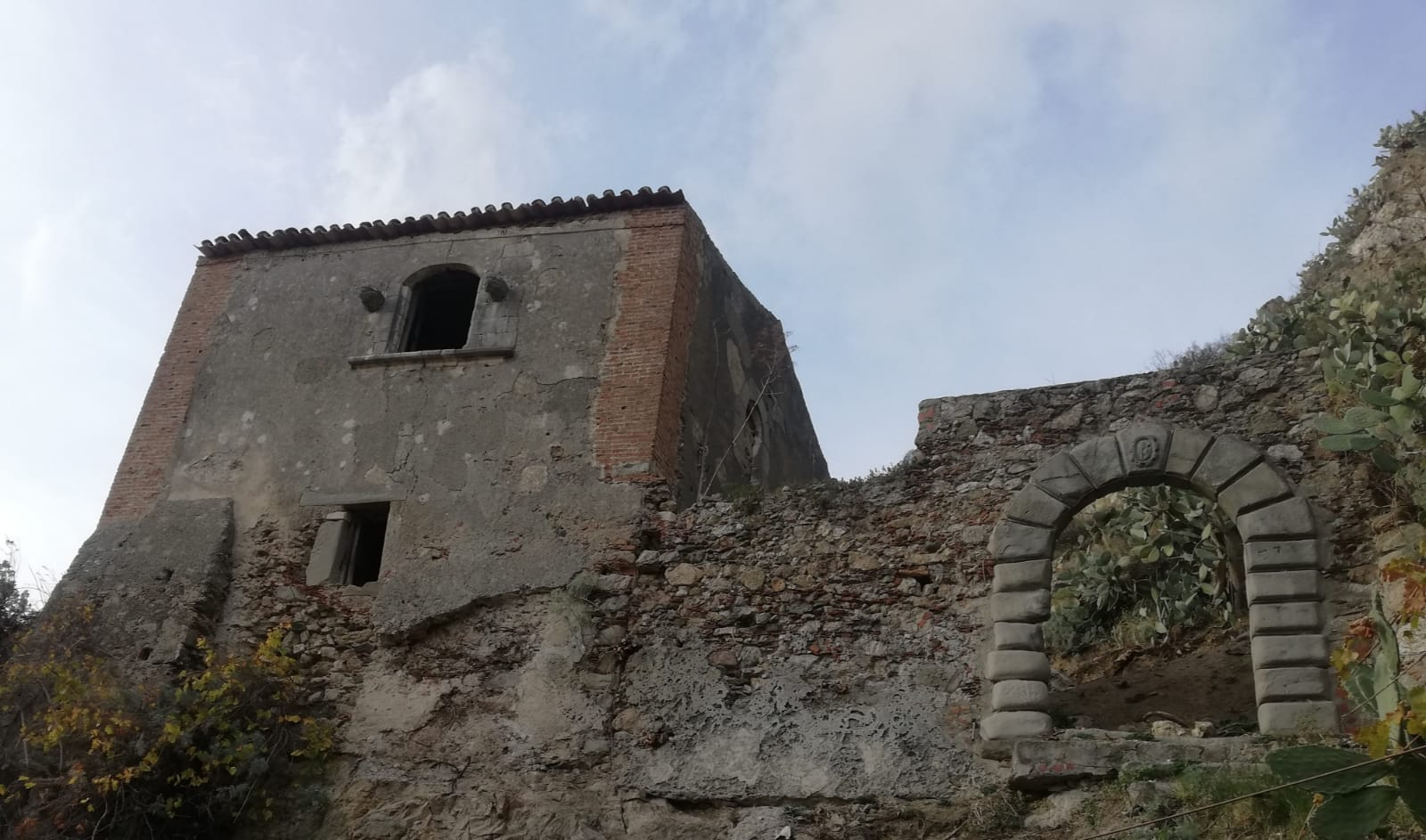
Casa tardomedievale dei Trischitta (XV secolo)

- Palazzo Scarcella, del XVII secolo, che, nonostante sia semi crollato, conserva ancora un elegante balconcino sorretto da tre mensole di pietra finemente lavorate. Si trova tra via San Michele e via Fontana Terra[28].
- Palazzo Cacòpardo, risalente al XVII secolo, sorge su via San Nicolò, a breve distanza dalla omonima chiesa. In ottimo stato di conservazione, presenta delle pregevoli finestre bifore e archi siculo-chiaramontani.
- Casa Trischitta, antica dimora tardomedievale a due elevazioni in stile siculo-chiaramontano, edificata nel XV secolo dalla famiglia patrizia dei Trischitta, si trova in via Chiesa Madre a poche decine di metri dalla Cattedrale. Nonostante versi in condizioni di abbandono si erge solitaria e ancora in buone condizioni, caratteristico risulta il portale d'ingresso recante un blasone gentilizio, che sembrerebbe non appartenere ai Trischitta ma ad altra famiglia savocese. Antiche fonti d'archivio attestano la presenza di una bifora del '400 di cui oggi non vi è più traccia. Fin dal 1911 è vincolata dalla sovrintendenza ai beni artistici, culturali e ambientali[29].

Palazzi oggi scomparsi

Seicentesco Palazzo Nicotina sito di fronte alla chiesa di San Nicolò e S.Lucia

- Palazzo Trischitta, sorgeva su una collinetta nel quartiere San Michele, ridotto quasi allo stato di rudere, venne demolito nel 1997 per fare posto all'edificio che ospita il museo comunale di Savoca.
- Palazzo Nicòtina, era sito, in posizione panoramica, sulla via S. Nicolò, vicino alla chiesa parrocchiale omonima, in piedi e in discrete condizioni fino alla metà degli anni 1980 (anche se disabitato da decenni) crollò improvvisamente a causa di forti infiltrazioni di acqua piovana nelle sue strutture portanti.
- Palazzo Prestipino, situato sulla via Cappuccini, vicino al convento omonimo, venne demolito alla fine del XX secolo.

## Società

### Evoluzione demografica
Abitanti censiti

### Etnie e minoranze straniere
Secondo i dati ISTAT al 31 dicembre 2009 la popolazione straniera residente era di 62 persone. Le nazionalità maggiormente rappresentate in base alla loro percentuale sul totale della popolazione residente erano:
- Romania 26 1,46%

### Comunità ebraica
Fino al 1492, nella Terra di Savoca era presente un'importante e laboriosa comunità ebraica: se le origini della presenza ebraica nel territorio savocese non sono ben chiare, esistono tuttavia preziosi documenti, risalenti al 1409 ed al 1470, dai quali si evince che a Savoca, in quegli anni, dimoravano circa 250/300 ebrei, ripartiti in circa 50/60 famiglie. I giudei savocesi erano soprattutto abili tessitori e tintori e non mancavano quelli dediti alla lavorazione del ferro e della seta e alla coltivazione della canna da zucchero e della vite. Il gruppo più consistente di ebrei era dislocato nel centro abitato di Savoca e in quello vicino di Casalvecchio, ove esiste ancora una via del centro storico nominata "Strada della Judeca". Di tale comunità giudaica facevano parte anche persone economicamente agiate, ciò si evince dal fatto che, nel marzo 1492, quando venne emanato l'editto di espulsione da parte di re Ferdinando II di Sicilia, i notabili savocesi del tempo non si fecero scrupoli per accaparrarsi più ricchezze possibili tra quelle confiscate agli ebrei. Nel centro storico, accanto alla duecentesca chiesa di San Michele, esistono ancora i ruderi di quella che fu la Sinagoga di Savoca. Anche nella toponomastica e nei cognomi locali sono rimaste evidenti tracce di questa consistente presenza ebraica.

### Tradizioni e folclore

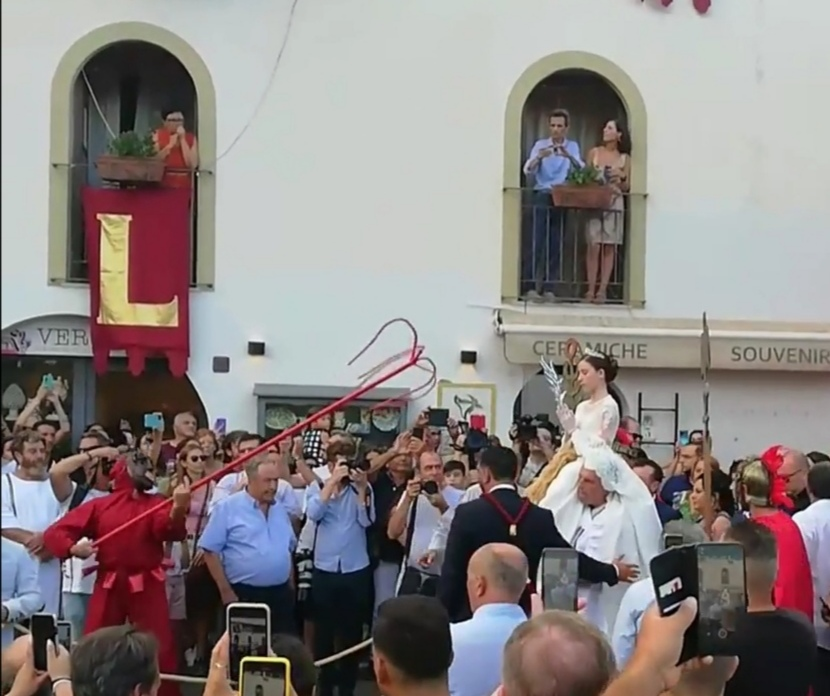
Un momento della rappresentazione storica del Martirio, Santa Lucia rimane impassibile alle tentazioni del "virsèriu"

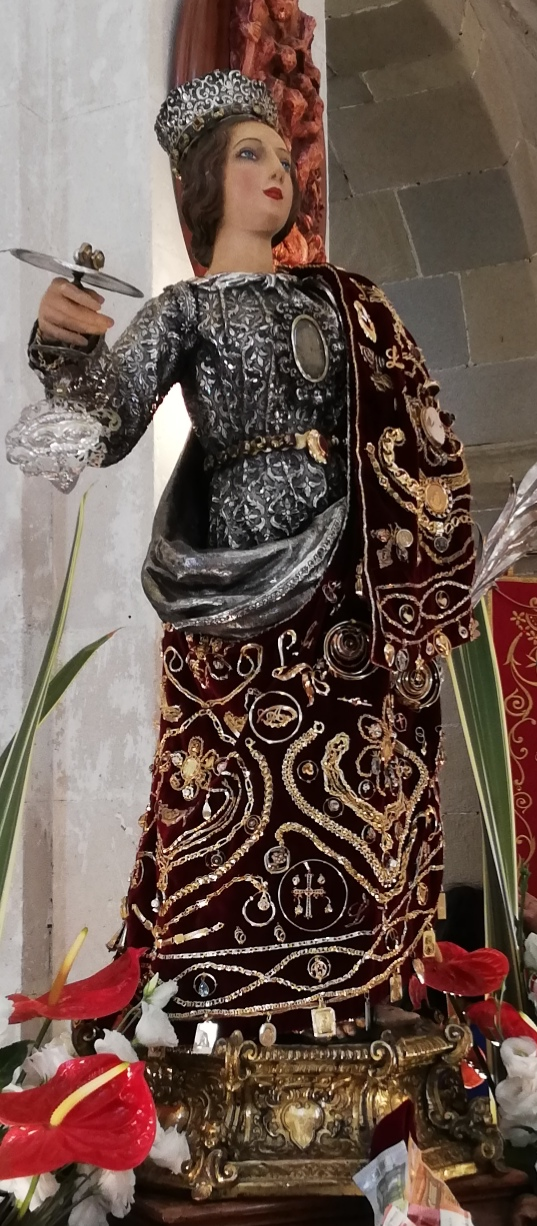
La statua argentea di Santa Lucia realizzata da ignoto argentiere messinese nel 1666

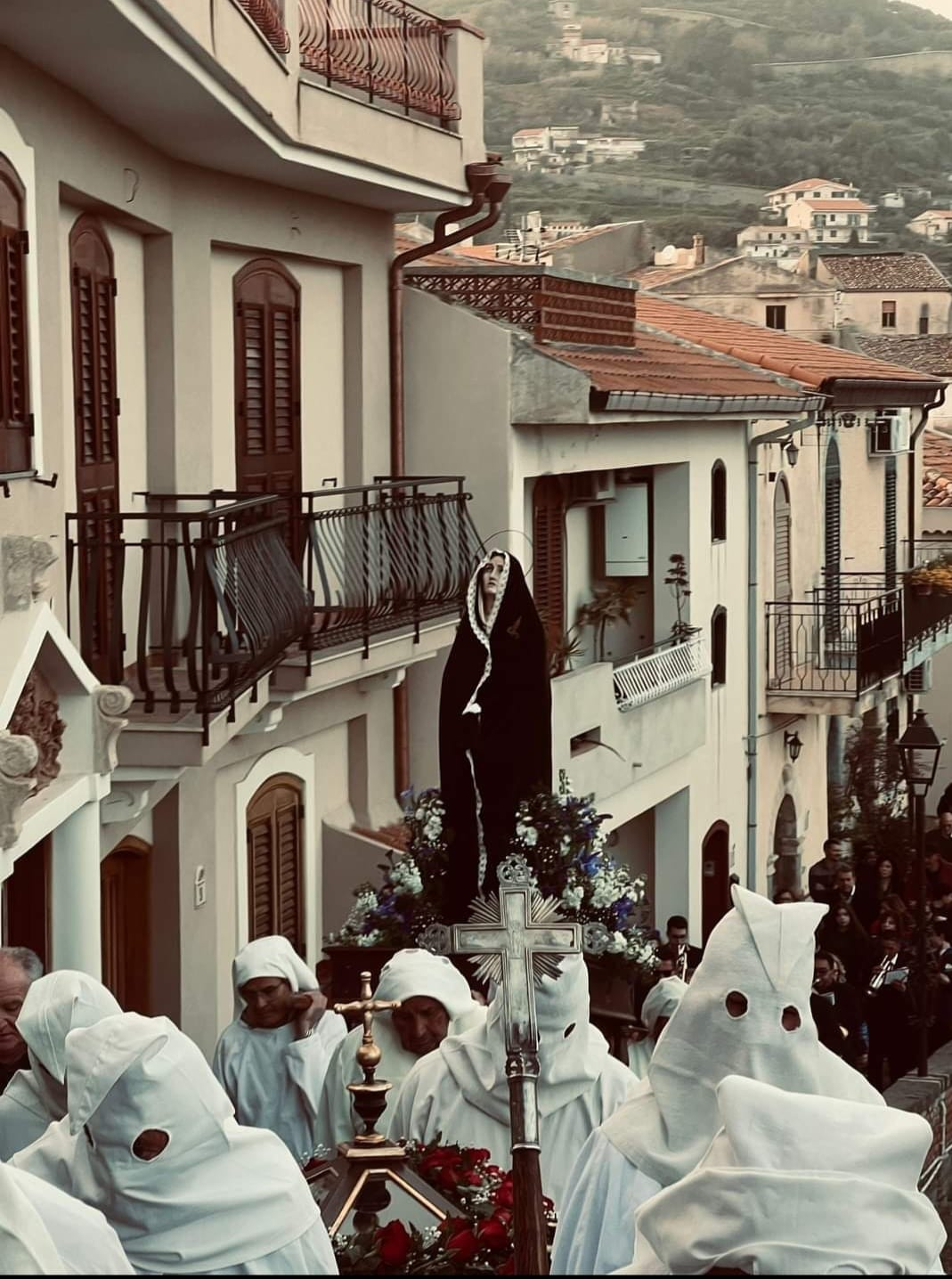
Processione del Venerdì santo a Savoca nel 2024

Processione del Venerdì Santo a Savoca in una fotografia acquerellata scattata da un fotografo statunitense nel 1907

#### Rappresentazione del martirio di santa Lucia
Il culto di Santa Lucia venne introdotto a Savoca nel XV secolo, ad opera dei frati domenicani che, nel 1456 accanto al loro convento, eressero una monumentale chiesa (oggi scomparsa) dedicata alla vergine e martire siracusana. La ricorrenza liturgica cade il 13 dicembre di ogni anno e in questa data si svolgono solenni celebrazioni liturgiche precedute, già dal XV secolo e fino a qualche decennio addietro, da una importante fiera. A causa del freddo e umido clima del mese di dicembre, la festa patronale si svolge la seconda domenica di agosto di ogni anno. 
La caratteristica rappresentazione del martirio rientra a pieno titolo nelle più importanti manifestazioni della Cultura siciliana; ha origine tardo medievale (anche se con modifiche apportate nel Seicento) ed è organizzata, a cura della Confraternita di Santa Lucia (fondata nel XVI secolo), seguendo ancora un antico rituale codificato poi nello statuto del 1831. Santa Lucia è impersonata da una bambina savocese vestita di bianco che viene portata a spalla da un uomo e tiene fra le mani una palma d'argento, simbolo del martirio. Attorno alla bambina, che impersona Lucia, molti personaggi che cercano di tentarla. Primo fra tutti il diavolo, chiamato "virsèriu" impersonato da un uomo vestito interamente di rosso, che indossa un'antica e spaventosa maschera di legno (risalente al XVI secolo) e che brandisce un forcone. La bambina ha una grossa corda legata alla vita e questa corda viene tirata da altri figuranti, vestiti da soldati romani, tradizionalmente chiamati "Giudei"; infine all'altro capo della corda sono legati due buoi.
Compito della Lucia è compiere tre volte il giro del paese, accompagnata da tutti questi personaggi, e rimanere immobile di fronte alle tentazioni. Alla fine del percorso la processione si ferma nella piazza principale del paese, la bambina ha vinto tutte le tentazioni, il diavolo e i giudei sconfitti si disperdono per le viuzze del borgo inseguiti, di corsa, dai buoi che vengono liberati; la bambina scende dalle spalle dell'uomo che la trasportava e si inchina dinanzi al popolo, il bene ha vinto sul male. A questo punto nel paese hanno inizio i festeggiamenti che si concludono con la solenne processione di un simulacro argenteo di Santa Lucia risalente al 1666.

#### Riti della Settimana Santa
Tra le antiche tradizioni religiose savocesi merita menzione la Via Crucis del Venerdì Santo che si snoda per le vie del centro storico. Anche questa pia tradizione è organizzata dalla Confraternita di Santa Lucia i cui confrati muovono in processione incappucciati indossando un lungo saio bianco e portando a spalla un'antica statua lignea della Madonna Addolorata adagiata sopra una varetta.
Da qualche decennio, durante la Settimana Santa ha luogo nel centro storico di Savoca anche una rappresentazione vivente che ripercorre tutte le fasi della Passione di Cristo, organizzata dalla parrocchia e dal comune.

## Cultura

### Istruzione
Nella frazione Rina, sono presenti una scuola elementare e una scuola media.

#### Musei

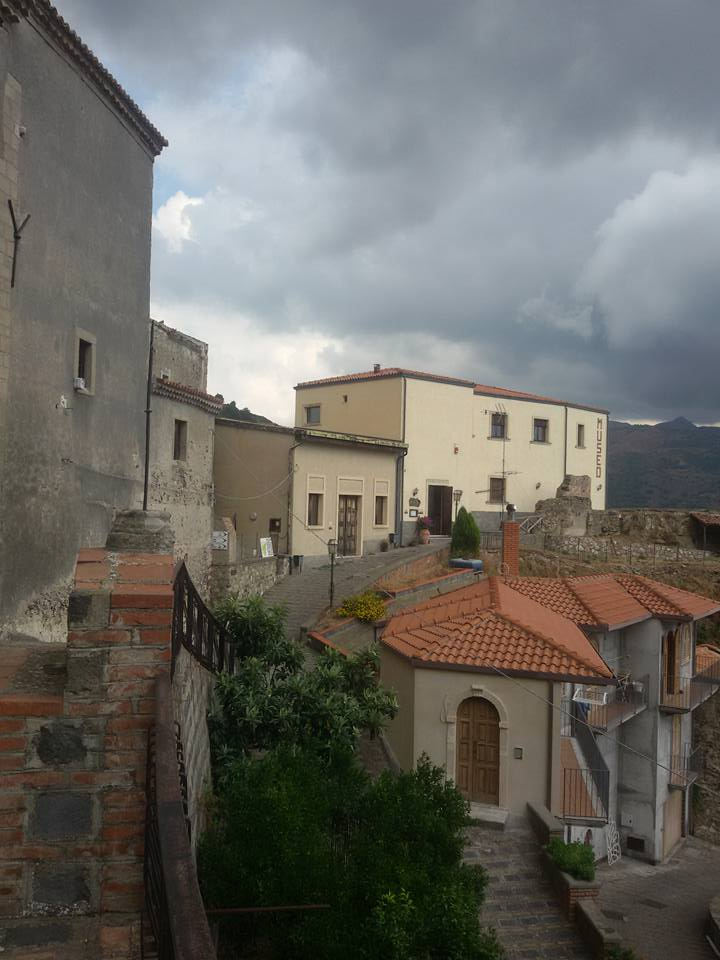
Museo di Savoca, quartiere San Michele

Il museo storico ed etnoantropologico ubicato nel centro storico di Savoca. Vi sono riprodotti alcuni cicli del mondo contadino. È altresì possibile ascoltare testimonianze e canzoni locali che si usavano cantare durante i lavori agricoli. Viene inoltre proposta la storia locale a partire dal Medioevo con l'esposizione di manoscritti, ritratti, costumi, mappe e stemmi araldici. Una sezione tratta le famiglie notabili di Savoca. 

### Cinema
- Il padrino (1972)
- La vita rubata (2007)

### Cucina
- Il pani cunzatu 'pane condito', pane casareccio locale cotto nel forno a legna e condito con olio extra vergine d'oliva locale, sale, peperoncino o, a piacimento, conserve sottolio di prodotti locali[38].
- La granita ca zzuccarata è la classica granita siciliana al limone, ma solo a Savoca viene servita con la zzuccarata, biscotto locale molto croccante condito con semi di sesamo[39].

## Geografia antropica

### Suddivisioni storiche

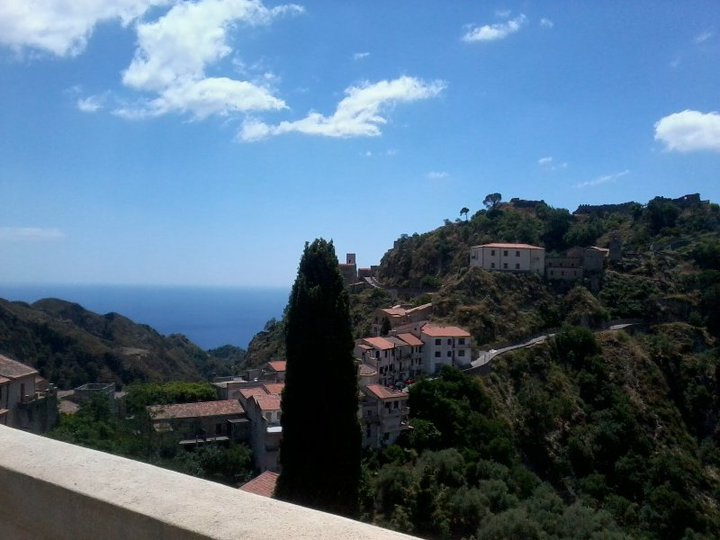
Quartiere Borgo visto dal convento dei cappuccini

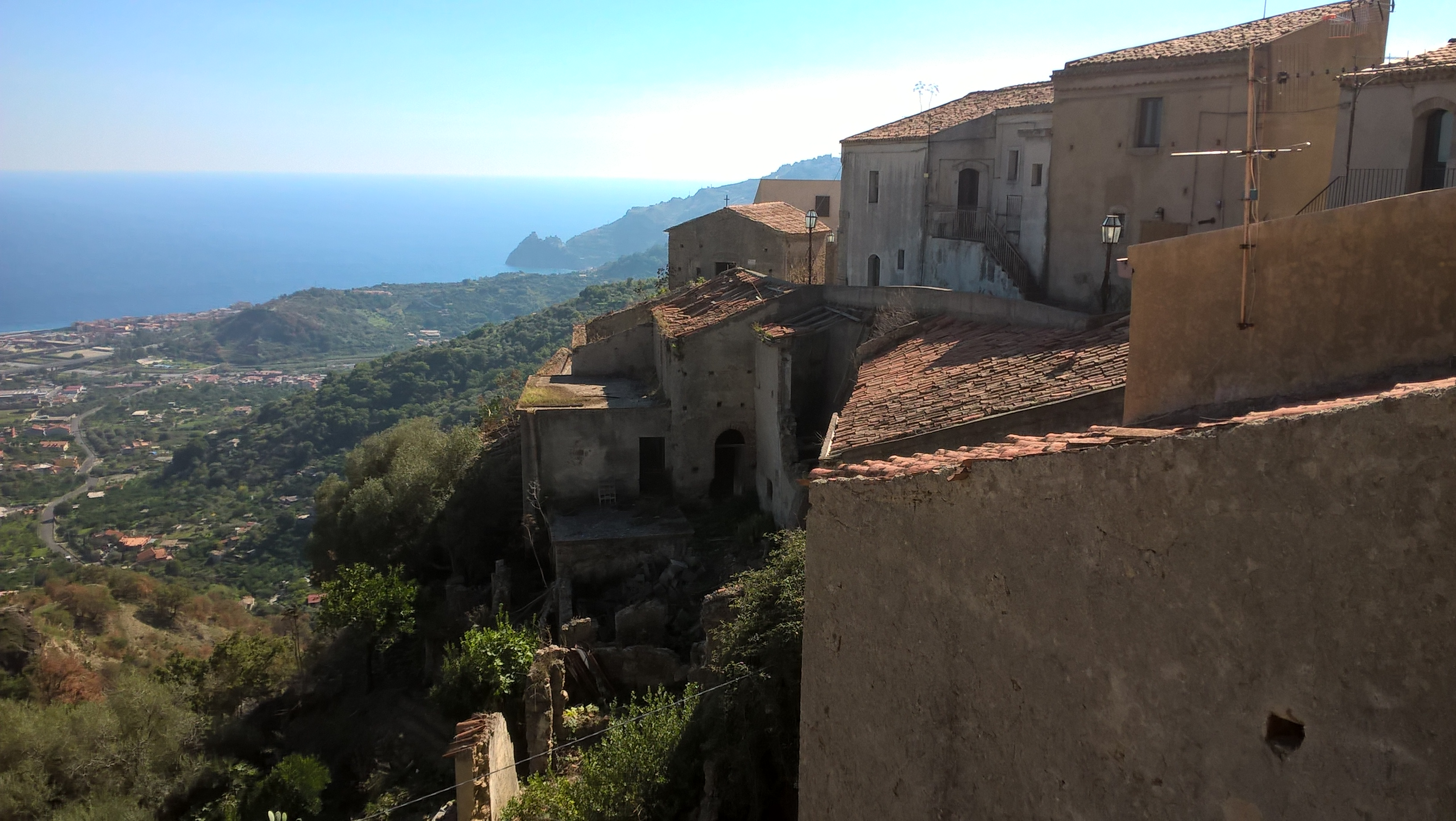
Scorcio del Quartiere San Giovanni

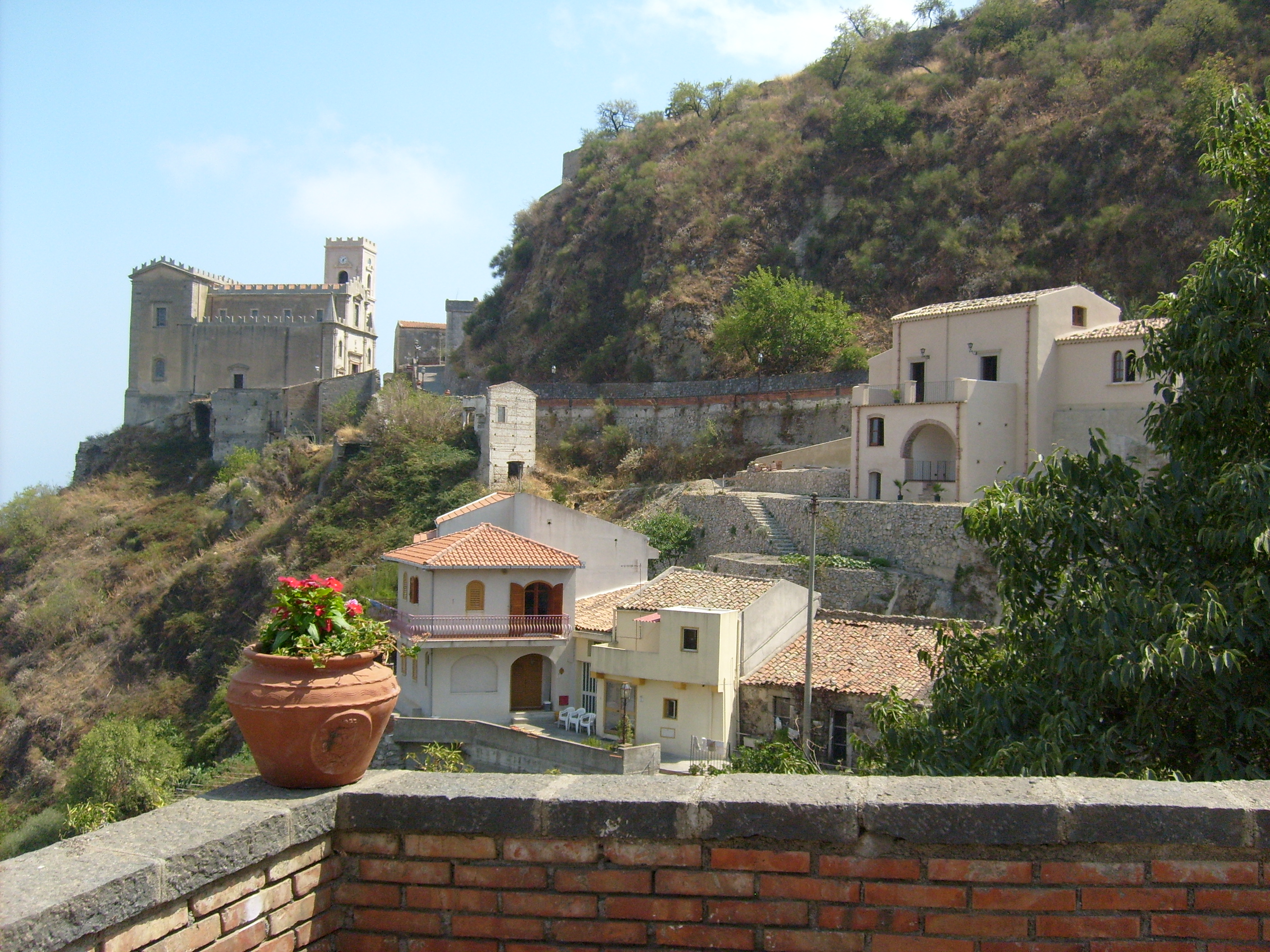
Panorama del quartiere San Michele con Chiesa di San Nicolò

L'antico e caratteristico centro storico, ricco di antichi monumenti di origine medioevale, si caratterizza per la presenza di stretti e tortuosi vicoli ed è suddiviso in sette quartieri:
- Sant'Antonio, quartiere situato nelle immediate vicinanze di piazza Fossìa, limitrofo con quello del Borgo e con quello dei Cappuccini. Questo quartiere, un tempo vasto e popoloso, nacque verso la fine del XV secolo, quando il centro abitato si espanse fuori dalla cinta muraria. Prese il nome dall'antica omonima chiesa presente al centro del quartiere. Questa borgata, insieme alla chiesa di Sant'Antonio Abate, venne distrutta da una frana nel 1880. Rimane ben poco di questo quartiere, tuttavia le porzioni rimaste sono ancora ben popolate. Dal 1997 vi ha sede il comando stazione del Corpo forestale della Regione siciliana.
- Cappuccini, è ubicato poco sopra il quartiere Sant'Antonio, prende il nome dal vicinissimo convento dei padri cappuccini, edificato nel 1603. Conserva vari edifici di antica origine ed è discretamente popolato.
- Borgo, il cuore nevralgico del centro storico, sorge attorno alla piazza Fossìa, in tale quartiere si trova il Municipio, il Palazzo Trimarchi del XVIII secolo, il Bar Vitelli ed altri piccoli e caratteristici esercizi commerciali. Anche questo quartiere si formò verso la fine del XV secolo, quando il centro abitato si sviluppò anche al di fuori della cinta muraria; è caratterizzato dalla presenza di eleganti edifici signorili di indubbio interesse storico e artistico di epoca compresa tra il XVI ed il XX secolo.
- San Michele, è ubicato dentro la cinta muraria, tra la Porta della Città e la chiesa di San Nicolò. Prende il nome dalla chiesa di San Michele che sorge nel bel mezzo del quartiere. Durante il Medioevo ed il Rinascimento, questo quartiere aveva una grande importanza in quanto ivi sorgevano il Palazzo della Curia, il Giudicato, il carcere, la Sinagoga di Savoca e vi si trovava un'importante fontana per l'approvvigionamento di tutto l'abitato; insomma qui avevano sede le magistrature amministrative e giudiziarie della cittadina. Vi ha sede il Museo comunale ed è caratterizzato per i suoi stretti vicoli e la presenza di ruderi di molti antichi edifici.
- San Rocco, sito anch'esso dentro le mura cittadine, era il quartiere dei pescatori. È alquanto vasto, nei secoli passati era densamente popolato soprattutto dal ceto popolare. Oggi è quasi completamente disabitato. Presenta una conformazione caratterizzata dalla presenza di stretti e tortuosi vicoli e umili case plebee. Degni di nota sono i ruderi della chiesa di San Rocco del 1593 e il panorama suggestivo che vi si gode. In questo quartiere sono stati realizzati un resort ed un villaggio turistico.
- Pentefur, antichissimo quartiere, è il nucleo originario della città di Savoca. Alcuni storici locali ritengono sia di origine tardo romana o bizantina. Sorge ai piedi dell'omonimo castello, in una zona compresa tra la Chiesa Madre e il Borgo. Anche questa borgata, ancora abbastanza popolata, presenta un'urbanistica prettamente medioevale.
- San Giovanni, situato all'estremità sud del centro storico è, come Pentefur, il più antico quartiere di Savoca, popolato già in epoca anteriore all'invasione araba del IX secolo. Vi si trovava la porta di ingresso meridionale del paese, più imponente di quella tuttora visibile nel quartiere San Michele. È caratterizzato da edifici signorili tipicamente medioevali, come la Casa della Bifora del XV secolo. Vi si trovano la Chiesa Madre del XII secolo e i ruderi della chiesa di San Giovanni del XII secolo. Nei secoli scorsi, in virtù di quanto riferisce lo storico Giuseppe Trischitta, in questo quartiere era ubicato l'antico Ospedale di San Giovanni, non più esistente; tuttavia, è possibile ammirare l'edificio a due elevazioni che ospitava detto ospedale.

### Frazioni
- Rina
- Contura
- San Francesco di Paola
- Mortilla
- Botte
- Mancusa
- Scorsonello
- Cantidati
- Romissa
- Rogani
- Cucco-S.Domenica

## Economia
Ha un'economia prevalentemente agricola che però si sta votando al turismo culturale. Sussistono coltivazioni di agrumeti, vigneti, uliveti, frutteti, mandorli, ortaggi e, allevamenti rurali di bovini, pecore, capre e suini. Sono altresì presenti piccole imprese artigiane dedite alla lavorazione del legno e dei prodotti agricoli locali nonché frantoi per l'estrazione dell'olio di oliva locale.
Il comune fa parte dell'associazione I borghi più belli d'Italia e del comprensorio turistico della Valle d'Agrò.

## Amministrazione

### Altre informazioni amministrative
Il comune di Savoca fa parte delle seguenti organizzazioni sovracomunali:
- regione agraria n.6 (Montagna litoranea dei Peloritani)[41];
- unione dei comuni delle Valli joniche dei Peloritani.